# Нью-Йорк 1927
Нью-Йоркский матч-турнир 1927 — одно из крупнейших шахматных соревнований 1-й половины XX века, проводилось с 19 февраля по 25 марта 1927 года. 6 участников, в том числе чемпион мира Х. Р. Капабланка. Проводился в 4 круга. Контроль времени — 2½ часа на 40 ходов (вместо обычного для того времени контроля 2 часа на 30 ходов); очередность тура определялась по жребию в день игры. Первоначально в условия турнира был включён пункт о том, что победитель (или 2-й призёр, если первым будет Х. Р. Капабланка) получит право на матч с чемпионом мира; это, однако, противоречило вызову, ранее присланному А. Алехиным чемпиону мира; накануне турнира А. Алехин добился аннулирования этого пункта. В 3-м туре Капабланка захватил лидерство, сохранив его до конца соревнования — 14 очков, одержав 8 побед (без поражений), выиграв матчи у всех соперников. 2-е место занял Алехин — 11½ очков, 3-е — А. Нимцович — 10½.
Приз «за красоту» получила партия А. Алехин — Ф. Маршалл.

## Денежные призы
- 1-й — 2000 долларов, Х. Р. Капабланка;
- 2-й — 1500 долларов, А. Алехин;
- 3-й — 1000 долларов, А. Нимцович;

Специальные призы за лучшие партии турнира:
- 1-й — 125 долларов, Х. Р. Капабланка за партию со Р. Шпильманом из 3-го круга;
- 2-й — 100 долларов, А. Алехин за партию с Ф. Маршаллом из 4-го круга;
- 3-й — 75 долларов, А. Нимцович за партию с Ф. Маршаллом из 4-го круга;
- 4-й — 50 долларов, М. Видмар за партию с А. Нимцовичем из 2-го круга.

## Примечательные партии

### Х. Р. Капабланка — Р. Шпильман
|   | a | b | c | d | e | f | g | h |   |
| - | --- | --- | --- | --- | --- | --- | --- | --- | - |
| 8 | a8 чёрная ладья · c8 чёрный слон · f8 чёрная ладья · g8 чёрный король · d7 чёрный конь · f7 чёрная пешка · g7 чёрная пешка · h7 чёрная пешка · a6 чёрная пешка · a5 белый ферзь · b5 чёрная пешка · d5 чёрный ферзь · g5 белый слон · a4 белая пешка · c4 чёрная пешка · d4 белая пешка · e4 чёрная пешка · c3 белая пешка · e3 белая пешка · c2 белый слон · f2 белая пешка · g2 белая пешка · h2 белая пешка · a1 белая ладья · e1 белая ладья · g1 белый король | a8 чёрная ладья · c8 чёрный слон · f8 чёрная ладья · g8 чёрный король · d7 чёрный конь · f7 чёрная пешка · g7 чёрная пешка · h7 чёрная пешка · a6 чёрная пешка · a5 белый ферзь · b5 чёрная пешка · d5 чёрный ферзь · g5 белый слон · a4 белая пешка · c4 чёрная пешка · d4 белая пешка · e4 чёрная пешка · c3 белая пешка · e3 белая пешка · c2 белый слон · f2 белая пешка · g2 белая пешка · h2 белая пешка · a1 белая ладья · e1 белая ладья · g1 белый король | a8 чёрная ладья · c8 чёрный слон · f8 чёрная ладья · g8 чёрный король · d7 чёрный конь · f7 чёрная пешка · g7 чёрная пешка · h7 чёрная пешка · a6 чёрная пешка · a5 белый ферзь · b5 чёрная пешка · d5 чёрный ферзь · g5 белый слон · a4 белая пешка · c4 чёрная пешка · d4 белая пешка · e4 чёрная пешка · c3 белая пешка · e3 белая пешка · c2 белый слон · f2 белая пешка · g2 белая пешка · h2 белая пешка · a1 белая ладья · e1 белая ладья · g1 белый король | a8 чёрная ладья · c8 чёрный слон · f8 чёрная ладья · g8 чёрный король · d7 чёрный конь · f7 чёрная пешка · g7 чёрная пешка · h7 чёрная пешка · a6 чёрная пешка · a5 белый ферзь · b5 чёрная пешка · d5 чёрный ферзь · g5 белый слон · a4 белая пешка · c4 чёрная пешка · d4 белая пешка · e4 чёрная пешка · c3 белая пешка · e3 белая пешка · c2 белый слон · f2 белая пешка · g2 белая пешка · h2 белая пешка · a1 белая ладья · e1 белая ладья · g1 белый король | a8 чёрная ладья · c8 чёрный слон · f8 чёрная ладья · g8 чёрный король · d7 чёрный конь · f7 чёрная пешка · g7 чёрная пешка · h7 чёрная пешка · a6 чёрная пешка · a5 белый ферзь · b5 чёрная пешка · d5 чёрный ферзь · g5 белый слон · a4 белая пешка · c4 чёрная пешка · d4 белая пешка · e4 чёрная пешка · c3 белая пешка · e3 белая пешка · c2 белый слон · f2 белая пешка · g2 белая пешка · h2 белая пешка · a1 белая ладья · e1 белая ладья · g1 белый король | a8 чёрная ладья · c8 чёрный слон · f8 чёрная ладья · g8 чёрный король · d7 чёрный конь · f7 чёрная пешка · g7 чёрная пешка · h7 чёрная пешка · a6 чёрная пешка · a5 белый ферзь · b5 чёрная пешка · d5 чёрный ферзь · g5 белый слон · a4 белая пешка · c4 чёрная пешка · d4 белая пешка · e4 чёрная пешка · c3 белая пешка · e3 белая пешка · c2 белый слон · f2 белая пешка · g2 белая пешка · h2 белая пешка · a1 белая ладья · e1 белая ладья · g1 белый король | a8 чёрная ладья · c8 чёрный слон · f8 чёрная ладья · g8 чёрный король · d7 чёрный конь · f7 чёрная пешка · g7 чёрная пешка · h7 чёрная пешка · a6 чёрная пешка · a5 белый ферзь · b5 чёрная пешка · d5 чёрный ферзь · g5 белый слон · a4 белая пешка · c4 чёрная пешка · d4 белая пешка · e4 чёрная пешка · c3 белая пешка · e3 белая пешка · c2 белый слон · f2 белая пешка · g2 белая пешка · h2 белая пешка · a1 белая ладья · e1 белая ладья · g1 белый король | a8 чёрная ладья · c8 чёрный слон · f8 чёрная ладья · g8 чёрный король · d7 чёрный конь · f7 чёрная пешка · g7 чёрная пешка · h7 чёрная пешка · a6 чёрная пешка · a5 белый ферзь · b5 чёрная пешка · d5 чёрный ферзь · g5 белый слон · a4 белая пешка · c4 чёрная пешка · d4 белая пешка · e4 чёрная пешка · c3 белая пешка · e3 белая пешка · c2 белый слон · f2 белая пешка · g2 белая пешка · h2 белая пешка · a1 белая ладья · e1 белая ладья · g1 белый король | 8 |
| 7 | a8 чёрная ладья · c8 чёрный слон · f8 чёрная ладья · g8 чёрный король · d7 чёрный конь · f7 чёрная пешка · g7 чёрная пешка · h7 чёрная пешка · a6 чёрная пешка · a5 белый ферзь · b5 чёрная пешка · d5 чёрный ферзь · g5 белый слон · a4 белая пешка · c4 чёрная пешка · d4 белая пешка · e4 чёрная пешка · c3 белая пешка · e3 белая пешка · c2 белый слон · f2 белая пешка · g2 белая пешка · h2 белая пешка · a1 белая ладья · e1 белая ладья · g1 белый король | a8 чёрная ладья · c8 чёрный слон · f8 чёрная ладья · g8 чёрный король · d7 чёрный конь · f7 чёрная пешка · g7 чёрная пешка · h7 чёрная пешка · a6 чёрная пешка · a5 белый ферзь · b5 чёрная пешка · d5 чёрный ферзь · g5 белый слон · a4 белая пешка · c4 чёрная пешка · d4 белая пешка · e4 чёрная пешка · c3 белая пешка · e3 белая пешка · c2 белый слон · f2 белая пешка · g2 белая пешка · h2 белая пешка · a1 белая ладья · e1 белая ладья · g1 белый король | a8 чёрная ладья · c8 чёрный слон · f8 чёрная ладья · g8 чёрный король · d7 чёрный конь · f7 чёрная пешка · g7 чёрная пешка · h7 чёрная пешка · a6 чёрная пешка · a5 белый ферзь · b5 чёрная пешка · d5 чёрный ферзь · g5 белый слон · a4 белая пешка · c4 чёрная пешка · d4 белая пешка · e4 чёрная пешка · c3 белая пешка · e3 белая пешка · c2 белый слон · f2 белая пешка · g2 белая пешка · h2 белая пешка · a1 белая ладья · e1 белая ладья · g1 белый король | a8 чёрная ладья · c8 чёрный слон · f8 чёрная ладья · g8 чёрный король · d7 чёрный конь · f7 чёрная пешка · g7 чёрная пешка · h7 чёрная пешка · a6 чёрная пешка · a5 белый ферзь · b5 чёрная пешка · d5 чёрный ферзь · g5 белый слон · a4 белая пешка · c4 чёрная пешка · d4 белая пешка · e4 чёрная пешка · c3 белая пешка · e3 белая пешка · c2 белый слон · f2 белая пешка · g2 белая пешка · h2 белая пешка · a1 белая ладья · e1 белая ладья · g1 белый король | a8 чёрная ладья · c8 чёрный слон · f8 чёрная ладья · g8 чёрный король · d7 чёрный конь · f7 чёрная пешка · g7 чёрная пешка · h7 чёрная пешка · a6 чёрная пешка · a5 белый ферзь · b5 чёрная пешка · d5 чёрный ферзь · g5 белый слон · a4 белая пешка · c4 чёрная пешка · d4 белая пешка · e4 чёрная пешка · c3 белая пешка · e3 белая пешка · c2 белый слон · f2 белая пешка · g2 белая пешка · h2 белая пешка · a1 белая ладья · e1 белая ладья · g1 белый король | a8 чёрная ладья · c8 чёрный слон · f8 чёрная ладья · g8 чёрный король · d7 чёрный конь · f7 чёрная пешка · g7 чёрная пешка · h7 чёрная пешка · a6 чёрная пешка · a5 белый ферзь · b5 чёрная пешка · d5 чёрный ферзь · g5 белый слон · a4 белая пешка · c4 чёрная пешка · d4 белая пешка · e4 чёрная пешка · c3 белая пешка · e3 белая пешка · c2 белый слон · f2 белая пешка · g2 белая пешка · h2 белая пешка · a1 белая ладья · e1 белая ладья · g1 белый король | a8 чёрная ладья · c8 чёрный слон · f8 чёрная ладья · g8 чёрный король · d7 чёрный конь · f7 чёрная пешка · g7 чёрная пешка · h7 чёрная пешка · a6 чёрная пешка · a5 белый ферзь · b5 чёрная пешка · d5 чёрный ферзь · g5 белый слон · a4 белая пешка · c4 чёрная пешка · d4 белая пешка · e4 чёрная пешка · c3 белая пешка · e3 белая пешка · c2 белый слон · f2 белая пешка · g2 белая пешка · h2 белая пешка · a1 белая ладья · e1 белая ладья · g1 белый король | a8 чёрная ладья · c8 чёрный слон · f8 чёрная ладья · g8 чёрный король · d7 чёрный конь · f7 чёрная пешка · g7 чёрная пешка · h7 чёрная пешка · a6 чёрная пешка · a5 белый ферзь · b5 чёрная пешка · d5 чёрный ферзь · g5 белый слон · a4 белая пешка · c4 чёрная пешка · d4 белая пешка · e4 чёрная пешка · c3 белая пешка · e3 белая пешка · c2 белый слон · f2 белая пешка · g2 белая пешка · h2 белая пешка · a1 белая ладья · e1 белая ладья · g1 белый король | 7 |
| 6 | a8 чёрная ладья · c8 чёрный слон · f8 чёрная ладья · g8 чёрный король · d7 чёрный конь · f7 чёрная пешка · g7 чёрная пешка · h7 чёрная пешка · a6 чёрная пешка · a5 белый ферзь · b5 чёрная пешка · d5 чёрный ферзь · g5 белый слон · a4 белая пешка · c4 чёрная пешка · d4 белая пешка · e4 чёрная пешка · c3 белая пешка · e3 белая пешка · c2 белый слон · f2 белая пешка · g2 белая пешка · h2 белая пешка · a1 белая ладья · e1 белая ладья · g1 белый король | a8 чёрная ладья · c8 чёрный слон · f8 чёрная ладья · g8 чёрный король · d7 чёрный конь · f7 чёрная пешка · g7 чёрная пешка · h7 чёрная пешка · a6 чёрная пешка · a5 белый ферзь · b5 чёрная пешка · d5 чёрный ферзь · g5 белый слон · a4 белая пешка · c4 чёрная пешка · d4 белая пешка · e4 чёрная пешка · c3 белая пешка · e3 белая пешка · c2 белый слон · f2 белая пешка · g2 белая пешка · h2 белая пешка · a1 белая ладья · e1 белая ладья · g1 белый король | a8 чёрная ладья · c8 чёрный слон · f8 чёрная ладья · g8 чёрный король · d7 чёрный конь · f7 чёрная пешка · g7 чёрная пешка · h7 чёрная пешка · a6 чёрная пешка · a5 белый ферзь · b5 чёрная пешка · d5 чёрный ферзь · g5 белый слон · a4 белая пешка · c4 чёрная пешка · d4 белая пешка · e4 чёрная пешка · c3 белая пешка · e3 белая пешка · c2 белый слон · f2 белая пешка · g2 белая пешка · h2 белая пешка · a1 белая ладья · e1 белая ладья · g1 белый король | a8 чёрная ладья · c8 чёрный слон · f8 чёрная ладья · g8 чёрный король · d7 чёрный конь · f7 чёрная пешка · g7 чёрная пешка · h7 чёрная пешка · a6 чёрная пешка · a5 белый ферзь · b5 чёрная пешка · d5 чёрный ферзь · g5 белый слон · a4 белая пешка · c4 чёрная пешка · d4 белая пешка · e4 чёрная пешка · c3 белая пешка · e3 белая пешка · c2 белый слон · f2 белая пешка · g2 белая пешка · h2 белая пешка · a1 белая ладья · e1 белая ладья · g1 белый король | a8 чёрная ладья · c8 чёрный слон · f8 чёрная ладья · g8 чёрный король · d7 чёрный конь · f7 чёрная пешка · g7 чёрная пешка · h7 чёрная пешка · a6 чёрная пешка · a5 белый ферзь · b5 чёрная пешка · d5 чёрный ферзь · g5 белый слон · a4 белая пешка · c4 чёрная пешка · d4 белая пешка · e4 чёрная пешка · c3 белая пешка · e3 белая пешка · c2 белый слон · f2 белая пешка · g2 белая пешка · h2 белая пешка · a1 белая ладья · e1 белая ладья · g1 белый король | a8 чёрная ладья · c8 чёрный слон · f8 чёрная ладья · g8 чёрный король · d7 чёрный конь · f7 чёрная пешка · g7 чёрная пешка · h7 чёрная пешка · a6 чёрная пешка · a5 белый ферзь · b5 чёрная пешка · d5 чёрный ферзь · g5 белый слон · a4 белая пешка · c4 чёрная пешка · d4 белая пешка · e4 чёрная пешка · c3 белая пешка · e3 белая пешка · c2 белый слон · f2 белая пешка · g2 белая пешка · h2 белая пешка · a1 белая ладья · e1 белая ладья · g1 белый король | a8 чёрная ладья · c8 чёрный слон · f8 чёрная ладья · g8 чёрный король · d7 чёрный конь · f7 чёрная пешка · g7 чёрная пешка · h7 чёрная пешка · a6 чёрная пешка · a5 белый ферзь · b5 чёрная пешка · d5 чёрный ферзь · g5 белый слон · a4 белая пешка · c4 чёрная пешка · d4 белая пешка · e4 чёрная пешка · c3 белая пешка · e3 белая пешка · c2 белый слон · f2 белая пешка · g2 белая пешка · h2 белая пешка · a1 белая ладья · e1 белая ладья · g1 белый король | a8 чёрная ладья · c8 чёрный слон · f8 чёрная ладья · g8 чёрный король · d7 чёрный конь · f7 чёрная пешка · g7 чёрная пешка · h7 чёрная пешка · a6 чёрная пешка · a5 белый ферзь · b5 чёрная пешка · d5 чёрный ферзь · g5 белый слон · a4 белая пешка · c4 чёрная пешка · d4 белая пешка · e4 чёрная пешка · c3 белая пешка · e3 белая пешка · c2 белый слон · f2 белая пешка · g2 белая пешка · h2 белая пешка · a1 белая ладья · e1 белая ладья · g1 белый король | 6 |
| 5 | a8 чёрная ладья · c8 чёрный слон · f8 чёрная ладья · g8 чёрный король · d7 чёрный конь · f7 чёрная пешка · g7 чёрная пешка · h7 чёрная пешка · a6 чёрная пешка · a5 белый ферзь · b5 чёрная пешка · d5 чёрный ферзь · g5 белый слон · a4 белая пешка · c4 чёрная пешка · d4 белая пешка · e4 чёрная пешка · c3 белая пешка · e3 белая пешка · c2 белый слон · f2 белая пешка · g2 белая пешка · h2 белая пешка · a1 белая ладья · e1 белая ладья · g1 белый король | a8 чёрная ладья · c8 чёрный слон · f8 чёрная ладья · g8 чёрный король · d7 чёрный конь · f7 чёрная пешка · g7 чёрная пешка · h7 чёрная пешка · a6 чёрная пешка · a5 белый ферзь · b5 чёрная пешка · d5 чёрный ферзь · g5 белый слон · a4 белая пешка · c4 чёрная пешка · d4 белая пешка · e4 чёрная пешка · c3 белая пешка · e3 белая пешка · c2 белый слон · f2 белая пешка · g2 белая пешка · h2 белая пешка · a1 белая ладья · e1 белая ладья · g1 белый король | a8 чёрная ладья · c8 чёрный слон · f8 чёрная ладья · g8 чёрный король · d7 чёрный конь · f7 чёрная пешка · g7 чёрная пешка · h7 чёрная пешка · a6 чёрная пешка · a5 белый ферзь · b5 чёрная пешка · d5 чёрный ферзь · g5 белый слон · a4 белая пешка · c4 чёрная пешка · d4 белая пешка · e4 чёрная пешка · c3 белая пешка · e3 белая пешка · c2 белый слон · f2 белая пешка · g2 белая пешка · h2 белая пешка · a1 белая ладья · e1 белая ладья · g1 белый король | a8 чёрная ладья · c8 чёрный слон · f8 чёрная ладья · g8 чёрный король · d7 чёрный конь · f7 чёрная пешка · g7 чёрная пешка · h7 чёрная пешка · a6 чёрная пешка · a5 белый ферзь · b5 чёрная пешка · d5 чёрный ферзь · g5 белый слон · a4 белая пешка · c4 чёрная пешка · d4 белая пешка · e4 чёрная пешка · c3 белая пешка · e3 белая пешка · c2 белый слон · f2 белая пешка · g2 белая пешка · h2 белая пешка · a1 белая ладья · e1 белая ладья · g1 белый король | a8 чёрная ладья · c8 чёрный слон · f8 чёрная ладья · g8 чёрный король · d7 чёрный конь · f7 чёрная пешка · g7 чёрная пешка · h7 чёрная пешка · a6 чёрная пешка · a5 белый ферзь · b5 чёрная пешка · d5 чёрный ферзь · g5 белый слон · a4 белая пешка · c4 чёрная пешка · d4 белая пешка · e4 чёрная пешка · c3 белая пешка · e3 белая пешка · c2 белый слон · f2 белая пешка · g2 белая пешка · h2 белая пешка · a1 белая ладья · e1 белая ладья · g1 белый король | a8 чёрная ладья · c8 чёрный слон · f8 чёрная ладья · g8 чёрный король · d7 чёрный конь · f7 чёрная пешка · g7 чёрная пешка · h7 чёрная пешка · a6 чёрная пешка · a5 белый ферзь · b5 чёрная пешка · d5 чёрный ферзь · g5 белый слон · a4 белая пешка · c4 чёрная пешка · d4 белая пешка · e4 чёрная пешка · c3 белая пешка · e3 белая пешка · c2 белый слон · f2 белая пешка · g2 белая пешка · h2 белая пешка · a1 белая ладья · e1 белая ладья · g1 белый король | a8 чёрная ладья · c8 чёрный слон · f8 чёрная ладья · g8 чёрный король · d7 чёрный конь · f7 чёрная пешка · g7 чёрная пешка · h7 чёрная пешка · a6 чёрная пешка · a5 белый ферзь · b5 чёрная пешка · d5 чёрный ферзь · g5 белый слон · a4 белая пешка · c4 чёрная пешка · d4 белая пешка · e4 чёрная пешка · c3 белая пешка · e3 белая пешка · c2 белый слон · f2 белая пешка · g2 белая пешка · h2 белая пешка · a1 белая ладья · e1 белая ладья · g1 белый король | a8 чёрная ладья · c8 чёрный слон · f8 чёрная ладья · g8 чёрный король · d7 чёрный конь · f7 чёрная пешка · g7 чёрная пешка · h7 чёрная пешка · a6 чёрная пешка · a5 белый ферзь · b5 чёрная пешка · d5 чёрный ферзь · g5 белый слон · a4 белая пешка · c4 чёрная пешка · d4 белая пешка · e4 чёрная пешка · c3 белая пешка · e3 белая пешка · c2 белый слон · f2 белая пешка · g2 белая пешка · h2 белая пешка · a1 белая ладья · e1 белая ладья · g1 белый король | 5 |
| 4 | a8 чёрная ладья · c8 чёрный слон · f8 чёрная ладья · g8 чёрный король · d7 чёрный конь · f7 чёрная пешка · g7 чёрная пешка · h7 чёрная пешка · a6 чёрная пешка · a5 белый ферзь · b5 чёрная пешка · d5 чёрный ферзь · g5 белый слон · a4 белая пешка · c4 чёрная пешка · d4 белая пешка · e4 чёрная пешка · c3 белая пешка · e3 белая пешка · c2 белый слон · f2 белая пешка · g2 белая пешка · h2 белая пешка · a1 белая ладья · e1 белая ладья · g1 белый король | a8 чёрная ладья · c8 чёрный слон · f8 чёрная ладья · g8 чёрный король · d7 чёрный конь · f7 чёрная пешка · g7 чёрная пешка · h7 чёрная пешка · a6 чёрная пешка · a5 белый ферзь · b5 чёрная пешка · d5 чёрный ферзь · g5 белый слон · a4 белая пешка · c4 чёрная пешка · d4 белая пешка · e4 чёрная пешка · c3 белая пешка · e3 белая пешка · c2 белый слон · f2 белая пешка · g2 белая пешка · h2 белая пешка · a1 белая ладья · e1 белая ладья · g1 белый король | a8 чёрная ладья · c8 чёрный слон · f8 чёрная ладья · g8 чёрный король · d7 чёрный конь · f7 чёрная пешка · g7 чёрная пешка · h7 чёрная пешка · a6 чёрная пешка · a5 белый ферзь · b5 чёрная пешка · d5 чёрный ферзь · g5 белый слон · a4 белая пешка · c4 чёрная пешка · d4 белая пешка · e4 чёрная пешка · c3 белая пешка · e3 белая пешка · c2 белый слон · f2 белая пешка · g2 белая пешка · h2 белая пешка · a1 белая ладья · e1 белая ладья · g1 белый король | a8 чёрная ладья · c8 чёрный слон · f8 чёрная ладья · g8 чёрный король · d7 чёрный конь · f7 чёрная пешка · g7 чёрная пешка · h7 чёрная пешка · a6 чёрная пешка · a5 белый ферзь · b5 чёрная пешка · d5 чёрный ферзь · g5 белый слон · a4 белая пешка · c4 чёрная пешка · d4 белая пешка · e4 чёрная пешка · c3 белая пешка · e3 белая пешка · c2 белый слон · f2 белая пешка · g2 белая пешка · h2 белая пешка · a1 белая ладья · e1 белая ладья · g1 белый король | a8 чёрная ладья · c8 чёрный слон · f8 чёрная ладья · g8 чёрный король · d7 чёрный конь · f7 чёрная пешка · g7 чёрная пешка · h7 чёрная пешка · a6 чёрная пешка · a5 белый ферзь · b5 чёрная пешка · d5 чёрный ферзь · g5 белый слон · a4 белая пешка · c4 чёрная пешка · d4 белая пешка · e4 чёрная пешка · c3 белая пешка · e3 белая пешка · c2 белый слон · f2 белая пешка · g2 белая пешка · h2 белая пешка · a1 белая ладья · e1 белая ладья · g1 белый король | a8 чёрная ладья · c8 чёрный слон · f8 чёрная ладья · g8 чёрный король · d7 чёрный конь · f7 чёрная пешка · g7 чёрная пешка · h7 чёрная пешка · a6 чёрная пешка · a5 белый ферзь · b5 чёрная пешка · d5 чёрный ферзь · g5 белый слон · a4 белая пешка · c4 чёрная пешка · d4 белая пешка · e4 чёрная пешка · c3 белая пешка · e3 белая пешка · c2 белый слон · f2 белая пешка · g2 белая пешка · h2 белая пешка · a1 белая ладья · e1 белая ладья · g1 белый король | a8 чёрная ладья · c8 чёрный слон · f8 чёрная ладья · g8 чёрный король · d7 чёрный конь · f7 чёрная пешка · g7 чёрная пешка · h7 чёрная пешка · a6 чёрная пешка · a5 белый ферзь · b5 чёрная пешка · d5 чёрный ферзь · g5 белый слон · a4 белая пешка · c4 чёрная пешка · d4 белая пешка · e4 чёрная пешка · c3 белая пешка · e3 белая пешка · c2 белый слон · f2 белая пешка · g2 белая пешка · h2 белая пешка · a1 белая ладья · e1 белая ладья · g1 белый король | a8 чёрная ладья · c8 чёрный слон · f8 чёрная ладья · g8 чёрный король · d7 чёрный конь · f7 чёрная пешка · g7 чёрная пешка · h7 чёрная пешка · a6 чёрная пешка · a5 белый ферзь · b5 чёрная пешка · d5 чёрный ферзь · g5 белый слон · a4 белая пешка · c4 чёрная пешка · d4 белая пешка · e4 чёрная пешка · c3 белая пешка · e3 белая пешка · c2 белый слон · f2 белая пешка · g2 белая пешка · h2 белая пешка · a1 белая ладья · e1 белая ладья · g1 белый король | 4 |
| 3 | a8 чёрная ладья · c8 чёрный слон · f8 чёрная ладья · g8 чёрный король · d7 чёрный конь · f7 чёрная пешка · g7 чёрная пешка · h7 чёрная пешка · a6 чёрная пешка · a5 белый ферзь · b5 чёрная пешка · d5 чёрный ферзь · g5 белый слон · a4 белая пешка · c4 чёрная пешка · d4 белая пешка · e4 чёрная пешка · c3 белая пешка · e3 белая пешка · c2 белый слон · f2 белая пешка · g2 белая пешка · h2 белая пешка · a1 белая ладья · e1 белая ладья · g1 белый король | a8 чёрная ладья · c8 чёрный слон · f8 чёрная ладья · g8 чёрный король · d7 чёрный конь · f7 чёрная пешка · g7 чёрная пешка · h7 чёрная пешка · a6 чёрная пешка · a5 белый ферзь · b5 чёрная пешка · d5 чёрный ферзь · g5 белый слон · a4 белая пешка · c4 чёрная пешка · d4 белая пешка · e4 чёрная пешка · c3 белая пешка · e3 белая пешка · c2 белый слон · f2 белая пешка · g2 белая пешка · h2 белая пешка · a1 белая ладья · e1 белая ладья · g1 белый король | a8 чёрная ладья · c8 чёрный слон · f8 чёрная ладья · g8 чёрный король · d7 чёрный конь · f7 чёрная пешка · g7 чёрная пешка · h7 чёрная пешка · a6 чёрная пешка · a5 белый ферзь · b5 чёрная пешка · d5 чёрный ферзь · g5 белый слон · a4 белая пешка · c4 чёрная пешка · d4 белая пешка · e4 чёрная пешка · c3 белая пешка · e3 белая пешка · c2 белый слон · f2 белая пешка · g2 белая пешка · h2 белая пешка · a1 белая ладья · e1 белая ладья · g1 белый король | a8 чёрная ладья · c8 чёрный слон · f8 чёрная ладья · g8 чёрный король · d7 чёрный конь · f7 чёрная пешка · g7 чёрная пешка · h7 чёрная пешка · a6 чёрная пешка · a5 белый ферзь · b5 чёрная пешка · d5 чёрный ферзь · g5 белый слон · a4 белая пешка · c4 чёрная пешка · d4 белая пешка · e4 чёрная пешка · c3 белая пешка · e3 белая пешка · c2 белый слон · f2 белая пешка · g2 белая пешка · h2 белая пешка · a1 белая ладья · e1 белая ладья · g1 белый король | a8 чёрная ладья · c8 чёрный слон · f8 чёрная ладья · g8 чёрный король · d7 чёрный конь · f7 чёрная пешка · g7 чёрная пешка · h7 чёрная пешка · a6 чёрная пешка · a5 белый ферзь · b5 чёрная пешка · d5 чёрный ферзь · g5 белый слон · a4 белая пешка · c4 чёрная пешка · d4 белая пешка · e4 чёрная пешка · c3 белая пешка · e3 белая пешка · c2 белый слон · f2 белая пешка · g2 белая пешка · h2 белая пешка · a1 белая ладья · e1 белая ладья · g1 белый король | a8 чёрная ладья · c8 чёрный слон · f8 чёрная ладья · g8 чёрный король · d7 чёрный конь · f7 чёрная пешка · g7 чёрная пешка · h7 чёрная пешка · a6 чёрная пешка · a5 белый ферзь · b5 чёрная пешка · d5 чёрный ферзь · g5 белый слон · a4 белая пешка · c4 чёрная пешка · d4 белая пешка · e4 чёрная пешка · c3 белая пешка · e3 белая пешка · c2 белый слон · f2 белая пешка · g2 белая пешка · h2 белая пешка · a1 белая ладья · e1 белая ладья · g1 белый король | a8 чёрная ладья · c8 чёрный слон · f8 чёрная ладья · g8 чёрный король · d7 чёрный конь · f7 чёрная пешка · g7 чёрная пешка · h7 чёрная пешка · a6 чёрная пешка · a5 белый ферзь · b5 чёрная пешка · d5 чёрный ферзь · g5 белый слон · a4 белая пешка · c4 чёрная пешка · d4 белая пешка · e4 чёрная пешка · c3 белая пешка · e3 белая пешка · c2 белый слон · f2 белая пешка · g2 белая пешка · h2 белая пешка · a1 белая ладья · e1 белая ладья · g1 белый король | a8 чёрная ладья · c8 чёрный слон · f8 чёрная ладья · g8 чёрный король · d7 чёрный конь · f7 чёрная пешка · g7 чёрная пешка · h7 чёрная пешка · a6 чёрная пешка · a5 белый ферзь · b5 чёрная пешка · d5 чёрный ферзь · g5 белый слон · a4 белая пешка · c4 чёрная пешка · d4 белая пешка · e4 чёрная пешка · c3 белая пешка · e3 белая пешка · c2 белый слон · f2 белая пешка · g2 белая пешка · h2 белая пешка · a1 белая ладья · e1 белая ладья · g1 белый король | 3 |
| 2 | a8 чёрная ладья · c8 чёрный слон · f8 чёрная ладья · g8 чёрный король · d7 чёрный конь · f7 чёрная пешка · g7 чёрная пешка · h7 чёрная пешка · a6 чёрная пешка · a5 белый ферзь · b5 чёрная пешка · d5 чёрный ферзь · g5 белый слон · a4 белая пешка · c4 чёрная пешка · d4 белая пешка · e4 чёрная пешка · c3 белая пешка · e3 белая пешка · c2 белый слон · f2 белая пешка · g2 белая пешка · h2 белая пешка · a1 белая ладья · e1 белая ладья · g1 белый король | a8 чёрная ладья · c8 чёрный слон · f8 чёрная ладья · g8 чёрный король · d7 чёрный конь · f7 чёрная пешка · g7 чёрная пешка · h7 чёрная пешка · a6 чёрная пешка · a5 белый ферзь · b5 чёрная пешка · d5 чёрный ферзь · g5 белый слон · a4 белая пешка · c4 чёрная пешка · d4 белая пешка · e4 чёрная пешка · c3 белая пешка · e3 белая пешка · c2 белый слон · f2 белая пешка · g2 белая пешка · h2 белая пешка · a1 белая ладья · e1 белая ладья · g1 белый король | a8 чёрная ладья · c8 чёрный слон · f8 чёрная ладья · g8 чёрный король · d7 чёрный конь · f7 чёрная пешка · g7 чёрная пешка · h7 чёрная пешка · a6 чёрная пешка · a5 белый ферзь · b5 чёрная пешка · d5 чёрный ферзь · g5 белый слон · a4 белая пешка · c4 чёрная пешка · d4 белая пешка · e4 чёрная пешка · c3 белая пешка · e3 белая пешка · c2 белый слон · f2 белая пешка · g2 белая пешка · h2 белая пешка · a1 белая ладья · e1 белая ладья · g1 белый король | a8 чёрная ладья · c8 чёрный слон · f8 чёрная ладья · g8 чёрный король · d7 чёрный конь · f7 чёрная пешка · g7 чёрная пешка · h7 чёрная пешка · a6 чёрная пешка · a5 белый ферзь · b5 чёрная пешка · d5 чёрный ферзь · g5 белый слон · a4 белая пешка · c4 чёрная пешка · d4 белая пешка · e4 чёрная пешка · c3 белая пешка · e3 белая пешка · c2 белый слон · f2 белая пешка · g2 белая пешка · h2 белая пешка · a1 белая ладья · e1 белая ладья · g1 белый король | a8 чёрная ладья · c8 чёрный слон · f8 чёрная ладья · g8 чёрный король · d7 чёрный конь · f7 чёрная пешка · g7 чёрная пешка · h7 чёрная пешка · a6 чёрная пешка · a5 белый ферзь · b5 чёрная пешка · d5 чёрный ферзь · g5 белый слон · a4 белая пешка · c4 чёрная пешка · d4 белая пешка · e4 чёрная пешка · c3 белая пешка · e3 белая пешка · c2 белый слон · f2 белая пешка · g2 белая пешка · h2 белая пешка · a1 белая ладья · e1 белая ладья · g1 белый король | a8 чёрная ладья · c8 чёрный слон · f8 чёрная ладья · g8 чёрный король · d7 чёрный конь · f7 чёрная пешка · g7 чёрная пешка · h7 чёрная пешка · a6 чёрная пешка · a5 белый ферзь · b5 чёрная пешка · d5 чёрный ферзь · g5 белый слон · a4 белая пешка · c4 чёрная пешка · d4 белая пешка · e4 чёрная пешка · c3 белая пешка · e3 белая пешка · c2 белый слон · f2 белая пешка · g2 белая пешка · h2 белая пешка · a1 белая ладья · e1 белая ладья · g1 белый король | a8 чёрная ладья · c8 чёрный слон · f8 чёрная ладья · g8 чёрный король · d7 чёрный конь · f7 чёрная пешка · g7 чёрная пешка · h7 чёрная пешка · a6 чёрная пешка · a5 белый ферзь · b5 чёрная пешка · d5 чёрный ферзь · g5 белый слон · a4 белая пешка · c4 чёрная пешка · d4 белая пешка · e4 чёрная пешка · c3 белая пешка · e3 белая пешка · c2 белый слон · f2 белая пешка · g2 белая пешка · h2 белая пешка · a1 белая ладья · e1 белая ладья · g1 белый король | a8 чёрная ладья · c8 чёрный слон · f8 чёрная ладья · g8 чёрный король · d7 чёрный конь · f7 чёрная пешка · g7 чёрная пешка · h7 чёрная пешка · a6 чёрная пешка · a5 белый ферзь · b5 чёрная пешка · d5 чёрный ферзь · g5 белый слон · a4 белая пешка · c4 чёрная пешка · d4 белая пешка · e4 чёрная пешка · c3 белая пешка · e3 белая пешка · c2 белый слон · f2 белая пешка · g2 белая пешка · h2 белая пешка · a1 белая ладья · e1 белая ладья · g1 белый король | 2 |
| 1 | a8 чёрная ладья · c8 чёрный слон · f8 чёрная ладья · g8 чёрный король · d7 чёрный конь · f7 чёрная пешка · g7 чёрная пешка · h7 чёрная пешка · a6 чёрная пешка · a5 белый ферзь · b5 чёрная пешка · d5 чёрный ферзь · g5 белый слон · a4 белая пешка · c4 чёрная пешка · d4 белая пешка · e4 чёрная пешка · c3 белая пешка · e3 белая пешка · c2 белый слон · f2 белая пешка · g2 белая пешка · h2 белая пешка · a1 белая ладья · e1 белая ладья · g1 белый король | a8 чёрная ладья · c8 чёрный слон · f8 чёрная ладья · g8 чёрный король · d7 чёрный конь · f7 чёрная пешка · g7 чёрная пешка · h7 чёрная пешка · a6 чёрная пешка · a5 белый ферзь · b5 чёрная пешка · d5 чёрный ферзь · g5 белый слон · a4 белая пешка · c4 чёрная пешка · d4 белая пешка · e4 чёрная пешка · c3 белая пешка · e3 белая пешка · c2 белый слон · f2 белая пешка · g2 белая пешка · h2 белая пешка · a1 белая ладья · e1 белая ладья · g1 белый король | a8 чёрная ладья · c8 чёрный слон · f8 чёрная ладья · g8 чёрный король · d7 чёрный конь · f7 чёрная пешка · g7 чёрная пешка · h7 чёрная пешка · a6 чёрная пешка · a5 белый ферзь · b5 чёрная пешка · d5 чёрный ферзь · g5 белый слон · a4 белая пешка · c4 чёрная пешка · d4 белая пешка · e4 чёрная пешка · c3 белая пешка · e3 белая пешка · c2 белый слон · f2 белая пешка · g2 белая пешка · h2 белая пешка · a1 белая ладья · e1 белая ладья · g1 белый король | a8 чёрная ладья · c8 чёрный слон · f8 чёрная ладья · g8 чёрный король · d7 чёрный конь · f7 чёрная пешка · g7 чёрная пешка · h7 чёрная пешка · a6 чёрная пешка · a5 белый ферзь · b5 чёрная пешка · d5 чёрный ферзь · g5 белый слон · a4 белая пешка · c4 чёрная пешка · d4 белая пешка · e4 чёрная пешка · c3 белая пешка · e3 белая пешка · c2 белый слон · f2 белая пешка · g2 белая пешка · h2 белая пешка · a1 белая ладья · e1 белая ладья · g1 белый король | a8 чёрная ладья · c8 чёрный слон · f8 чёрная ладья · g8 чёрный король · d7 чёрный конь · f7 чёрная пешка · g7 чёрная пешка · h7 чёрная пешка · a6 чёрная пешка · a5 белый ферзь · b5 чёрная пешка · d5 чёрный ферзь · g5 белый слон · a4 белая пешка · c4 чёрная пешка · d4 белая пешка · e4 чёрная пешка · c3 белая пешка · e3 белая пешка · c2 белый слон · f2 белая пешка · g2 белая пешка · h2 белая пешка · a1 белая ладья · e1 белая ладья · g1 белый король | a8 чёрная ладья · c8 чёрный слон · f8 чёрная ладья · g8 чёрный король · d7 чёрный конь · f7 чёрная пешка · g7 чёрная пешка · h7 чёрная пешка · a6 чёрная пешка · a5 белый ферзь · b5 чёрная пешка · d5 чёрный ферзь · g5 белый слон · a4 белая пешка · c4 чёрная пешка · d4 белая пешка · e4 чёрная пешка · c3 белая пешка · e3 белая пешка · c2 белый слон · f2 белая пешка · g2 белая пешка · h2 белая пешка · a1 белая ладья · e1 белая ладья · g1 белый король | a8 чёрная ладья · c8 чёрный слон · f8 чёрная ладья · g8 чёрный король · d7 чёрный конь · f7 чёрная пешка · g7 чёрная пешка · h7 чёрная пешка · a6 чёрная пешка · a5 белый ферзь · b5 чёрная пешка · d5 чёрный ферзь · g5 белый слон · a4 белая пешка · c4 чёрная пешка · d4 белая пешка · e4 чёрная пешка · c3 белая пешка · e3 белая пешка · c2 белый слон · f2 белая пешка · g2 белая пешка · h2 белая пешка · a1 белая ладья · e1 белая ладья · g1 белый король | a8 чёрная ладья · c8 чёрный слон · f8 чёрная ладья · g8 чёрный король · d7 чёрный конь · f7 чёрная пешка · g7 чёрная пешка · h7 чёрная пешка · a6 чёрная пешка · a5 белый ферзь · b5 чёрная пешка · d5 чёрный ферзь · g5 белый слон · a4 белая пешка · c4 чёрная пешка · d4 белая пешка · e4 чёрная пешка · c3 белая пешка · e3 белая пешка · c2 белый слон · f2 белая пешка · g2 белая пешка · h2 белая пешка · a1 белая ладья · e1 белая ладья · g1 белый король | 1 |
|   | a | b | c | d | e | f | g | h |   |

1.d4 d5 2.Kf3 e6 3.c4 Kd7 4.Kc3 Kgf6 5.Cg5 Cb4 6.cd ed 7.Фa4 C:c3+ 8.bc 0—0 9.e3 c5 10.Cd3 c4 11.Cc2 Фе7 12.0—0 a6 13.Лfe1 Фе6 14.Kd2 b5 15.Фа5 Ke4 16.K:e4 de 17.a4 Фd5
(см. диаграмму)
18.ab Ф:g5 19.C:e4 Лb8 20.ba Лb5 21.Фс7 Kb6 22.a7 Ch3 23.Лeb1 Л:b1+ 24.Л:b1 f5 25.Cf3 f4 26.ef, 1 : 0

### А. Алехин — Ф. Маршалл
|   | a | b | c | d | e | f | g | h |   |
| - | --- | --- | --- | --- | --- | --- | --- | --- | - |
| 8 | a8 чёрная ладья · c8 чёрный слон · d8 чёрный ферзь · g8 чёрный король · a7 чёрная пешка · b7 чёрная пешка · d7 чёрный конь · g7 чёрная пешка · h7 чёрная пешка · c5 чёрная пешка · e5 белая пешка · c4 белая пешка · d4 чёрная пешка · e4 белая пешка · a3 белая пешка · c3 белый конь · b2 белая пешка · d2 белый ферзь · e2 белый слон · g2 белая пешка · h2 белая пешка · f1 белая ладья · g1 белый король | a8 чёрная ладья · c8 чёрный слон · d8 чёрный ферзь · g8 чёрный король · a7 чёрная пешка · b7 чёрная пешка · d7 чёрный конь · g7 чёрная пешка · h7 чёрная пешка · c5 чёрная пешка · e5 белая пешка · c4 белая пешка · d4 чёрная пешка · e4 белая пешка · a3 белая пешка · c3 белый конь · b2 белая пешка · d2 белый ферзь · e2 белый слон · g2 белая пешка · h2 белая пешка · f1 белая ладья · g1 белый король | a8 чёрная ладья · c8 чёрный слон · d8 чёрный ферзь · g8 чёрный король · a7 чёрная пешка · b7 чёрная пешка · d7 чёрный конь · g7 чёрная пешка · h7 чёрная пешка · c5 чёрная пешка · e5 белая пешка · c4 белая пешка · d4 чёрная пешка · e4 белая пешка · a3 белая пешка · c3 белый конь · b2 белая пешка · d2 белый ферзь · e2 белый слон · g2 белая пешка · h2 белая пешка · f1 белая ладья · g1 белый король | a8 чёрная ладья · c8 чёрный слон · d8 чёрный ферзь · g8 чёрный король · a7 чёрная пешка · b7 чёрная пешка · d7 чёрный конь · g7 чёрная пешка · h7 чёрная пешка · c5 чёрная пешка · e5 белая пешка · c4 белая пешка · d4 чёрная пешка · e4 белая пешка · a3 белая пешка · c3 белый конь · b2 белая пешка · d2 белый ферзь · e2 белый слон · g2 белая пешка · h2 белая пешка · f1 белая ладья · g1 белый король | a8 чёрная ладья · c8 чёрный слон · d8 чёрный ферзь · g8 чёрный король · a7 чёрная пешка · b7 чёрная пешка · d7 чёрный конь · g7 чёрная пешка · h7 чёрная пешка · c5 чёрная пешка · e5 белая пешка · c4 белая пешка · d4 чёрная пешка · e4 белая пешка · a3 белая пешка · c3 белый конь · b2 белая пешка · d2 белый ферзь · e2 белый слон · g2 белая пешка · h2 белая пешка · f1 белая ладья · g1 белый король | a8 чёрная ладья · c8 чёрный слон · d8 чёрный ферзь · g8 чёрный король · a7 чёрная пешка · b7 чёрная пешка · d7 чёрный конь · g7 чёрная пешка · h7 чёрная пешка · c5 чёрная пешка · e5 белая пешка · c4 белая пешка · d4 чёрная пешка · e4 белая пешка · a3 белая пешка · c3 белый конь · b2 белая пешка · d2 белый ферзь · e2 белый слон · g2 белая пешка · h2 белая пешка · f1 белая ладья · g1 белый король | a8 чёрная ладья · c8 чёрный слон · d8 чёрный ферзь · g8 чёрный король · a7 чёрная пешка · b7 чёрная пешка · d7 чёрный конь · g7 чёрная пешка · h7 чёрная пешка · c5 чёрная пешка · e5 белая пешка · c4 белая пешка · d4 чёрная пешка · e4 белая пешка · a3 белая пешка · c3 белый конь · b2 белая пешка · d2 белый ферзь · e2 белый слон · g2 белая пешка · h2 белая пешка · f1 белая ладья · g1 белый король | a8 чёрная ладья · c8 чёрный слон · d8 чёрный ферзь · g8 чёрный король · a7 чёрная пешка · b7 чёрная пешка · d7 чёрный конь · g7 чёрная пешка · h7 чёрная пешка · c5 чёрная пешка · e5 белая пешка · c4 белая пешка · d4 чёрная пешка · e4 белая пешка · a3 белая пешка · c3 белый конь · b2 белая пешка · d2 белый ферзь · e2 белый слон · g2 белая пешка · h2 белая пешка · f1 белая ладья · g1 белый король | 8 |
| 7 | a8 чёрная ладья · c8 чёрный слон · d8 чёрный ферзь · g8 чёрный король · a7 чёрная пешка · b7 чёрная пешка · d7 чёрный конь · g7 чёрная пешка · h7 чёрная пешка · c5 чёрная пешка · e5 белая пешка · c4 белая пешка · d4 чёрная пешка · e4 белая пешка · a3 белая пешка · c3 белый конь · b2 белая пешка · d2 белый ферзь · e2 белый слон · g2 белая пешка · h2 белая пешка · f1 белая ладья · g1 белый король | a8 чёрная ладья · c8 чёрный слон · d8 чёрный ферзь · g8 чёрный король · a7 чёрная пешка · b7 чёрная пешка · d7 чёрный конь · g7 чёрная пешка · h7 чёрная пешка · c5 чёрная пешка · e5 белая пешка · c4 белая пешка · d4 чёрная пешка · e4 белая пешка · a3 белая пешка · c3 белый конь · b2 белая пешка · d2 белый ферзь · e2 белый слон · g2 белая пешка · h2 белая пешка · f1 белая ладья · g1 белый король | a8 чёрная ладья · c8 чёрный слон · d8 чёрный ферзь · g8 чёрный король · a7 чёрная пешка · b7 чёрная пешка · d7 чёрный конь · g7 чёрная пешка · h7 чёрная пешка · c5 чёрная пешка · e5 белая пешка · c4 белая пешка · d4 чёрная пешка · e4 белая пешка · a3 белая пешка · c3 белый конь · b2 белая пешка · d2 белый ферзь · e2 белый слон · g2 белая пешка · h2 белая пешка · f1 белая ладья · g1 белый король | a8 чёрная ладья · c8 чёрный слон · d8 чёрный ферзь · g8 чёрный король · a7 чёрная пешка · b7 чёрная пешка · d7 чёрный конь · g7 чёрная пешка · h7 чёрная пешка · c5 чёрная пешка · e5 белая пешка · c4 белая пешка · d4 чёрная пешка · e4 белая пешка · a3 белая пешка · c3 белый конь · b2 белая пешка · d2 белый ферзь · e2 белый слон · g2 белая пешка · h2 белая пешка · f1 белая ладья · g1 белый король | a8 чёрная ладья · c8 чёрный слон · d8 чёрный ферзь · g8 чёрный король · a7 чёрная пешка · b7 чёрная пешка · d7 чёрный конь · g7 чёрная пешка · h7 чёрная пешка · c5 чёрная пешка · e5 белая пешка · c4 белая пешка · d4 чёрная пешка · e4 белая пешка · a3 белая пешка · c3 белый конь · b2 белая пешка · d2 белый ферзь · e2 белый слон · g2 белая пешка · h2 белая пешка · f1 белая ладья · g1 белый король | a8 чёрная ладья · c8 чёрный слон · d8 чёрный ферзь · g8 чёрный король · a7 чёрная пешка · b7 чёрная пешка · d7 чёрный конь · g7 чёрная пешка · h7 чёрная пешка · c5 чёрная пешка · e5 белая пешка · c4 белая пешка · d4 чёрная пешка · e4 белая пешка · a3 белая пешка · c3 белый конь · b2 белая пешка · d2 белый ферзь · e2 белый слон · g2 белая пешка · h2 белая пешка · f1 белая ладья · g1 белый король | a8 чёрная ладья · c8 чёрный слон · d8 чёрный ферзь · g8 чёрный король · a7 чёрная пешка · b7 чёрная пешка · d7 чёрный конь · g7 чёрная пешка · h7 чёрная пешка · c5 чёрная пешка · e5 белая пешка · c4 белая пешка · d4 чёрная пешка · e4 белая пешка · a3 белая пешка · c3 белый конь · b2 белая пешка · d2 белый ферзь · e2 белый слон · g2 белая пешка · h2 белая пешка · f1 белая ладья · g1 белый король | a8 чёрная ладья · c8 чёрный слон · d8 чёрный ферзь · g8 чёрный король · a7 чёрная пешка · b7 чёрная пешка · d7 чёрный конь · g7 чёрная пешка · h7 чёрная пешка · c5 чёрная пешка · e5 белая пешка · c4 белая пешка · d4 чёрная пешка · e4 белая пешка · a3 белая пешка · c3 белый конь · b2 белая пешка · d2 белый ферзь · e2 белый слон · g2 белая пешка · h2 белая пешка · f1 белая ладья · g1 белый король | 7 |
| 6 | a8 чёрная ладья · c8 чёрный слон · d8 чёрный ферзь · g8 чёрный король · a7 чёрная пешка · b7 чёрная пешка · d7 чёрный конь · g7 чёрная пешка · h7 чёрная пешка · c5 чёрная пешка · e5 белая пешка · c4 белая пешка · d4 чёрная пешка · e4 белая пешка · a3 белая пешка · c3 белый конь · b2 белая пешка · d2 белый ферзь · e2 белый слон · g2 белая пешка · h2 белая пешка · f1 белая ладья · g1 белый король | a8 чёрная ладья · c8 чёрный слон · d8 чёрный ферзь · g8 чёрный король · a7 чёрная пешка · b7 чёрная пешка · d7 чёрный конь · g7 чёрная пешка · h7 чёрная пешка · c5 чёрная пешка · e5 белая пешка · c4 белая пешка · d4 чёрная пешка · e4 белая пешка · a3 белая пешка · c3 белый конь · b2 белая пешка · d2 белый ферзь · e2 белый слон · g2 белая пешка · h2 белая пешка · f1 белая ладья · g1 белый король | a8 чёрная ладья · c8 чёрный слон · d8 чёрный ферзь · g8 чёрный король · a7 чёрная пешка · b7 чёрная пешка · d7 чёрный конь · g7 чёрная пешка · h7 чёрная пешка · c5 чёрная пешка · e5 белая пешка · c4 белая пешка · d4 чёрная пешка · e4 белая пешка · a3 белая пешка · c3 белый конь · b2 белая пешка · d2 белый ферзь · e2 белый слон · g2 белая пешка · h2 белая пешка · f1 белая ладья · g1 белый король | a8 чёрная ладья · c8 чёрный слон · d8 чёрный ферзь · g8 чёрный король · a7 чёрная пешка · b7 чёрная пешка · d7 чёрный конь · g7 чёрная пешка · h7 чёрная пешка · c5 чёрная пешка · e5 белая пешка · c4 белая пешка · d4 чёрная пешка · e4 белая пешка · a3 белая пешка · c3 белый конь · b2 белая пешка · d2 белый ферзь · e2 белый слон · g2 белая пешка · h2 белая пешка · f1 белая ладья · g1 белый король | a8 чёрная ладья · c8 чёрный слон · d8 чёрный ферзь · g8 чёрный король · a7 чёрная пешка · b7 чёрная пешка · d7 чёрный конь · g7 чёрная пешка · h7 чёрная пешка · c5 чёрная пешка · e5 белая пешка · c4 белая пешка · d4 чёрная пешка · e4 белая пешка · a3 белая пешка · c3 белый конь · b2 белая пешка · d2 белый ферзь · e2 белый слон · g2 белая пешка · h2 белая пешка · f1 белая ладья · g1 белый король | a8 чёрная ладья · c8 чёрный слон · d8 чёрный ферзь · g8 чёрный король · a7 чёрная пешка · b7 чёрная пешка · d7 чёрный конь · g7 чёрная пешка · h7 чёрная пешка · c5 чёрная пешка · e5 белая пешка · c4 белая пешка · d4 чёрная пешка · e4 белая пешка · a3 белая пешка · c3 белый конь · b2 белая пешка · d2 белый ферзь · e2 белый слон · g2 белая пешка · h2 белая пешка · f1 белая ладья · g1 белый король | a8 чёрная ладья · c8 чёрный слон · d8 чёрный ферзь · g8 чёрный король · a7 чёрная пешка · b7 чёрная пешка · d7 чёрный конь · g7 чёрная пешка · h7 чёрная пешка · c5 чёрная пешка · e5 белая пешка · c4 белая пешка · d4 чёрная пешка · e4 белая пешка · a3 белая пешка · c3 белый конь · b2 белая пешка · d2 белый ферзь · e2 белый слон · g2 белая пешка · h2 белая пешка · f1 белая ладья · g1 белый король | a8 чёрная ладья · c8 чёрный слон · d8 чёрный ферзь · g8 чёрный король · a7 чёрная пешка · b7 чёрная пешка · d7 чёрный конь · g7 чёрная пешка · h7 чёрная пешка · c5 чёрная пешка · e5 белая пешка · c4 белая пешка · d4 чёрная пешка · e4 белая пешка · a3 белая пешка · c3 белый конь · b2 белая пешка · d2 белый ферзь · e2 белый слон · g2 белая пешка · h2 белая пешка · f1 белая ладья · g1 белый король | 6 |
| 5 | a8 чёрная ладья · c8 чёрный слон · d8 чёрный ферзь · g8 чёрный король · a7 чёрная пешка · b7 чёрная пешка · d7 чёрный конь · g7 чёрная пешка · h7 чёрная пешка · c5 чёрная пешка · e5 белая пешка · c4 белая пешка · d4 чёрная пешка · e4 белая пешка · a3 белая пешка · c3 белый конь · b2 белая пешка · d2 белый ферзь · e2 белый слон · g2 белая пешка · h2 белая пешка · f1 белая ладья · g1 белый король | a8 чёрная ладья · c8 чёрный слон · d8 чёрный ферзь · g8 чёрный король · a7 чёрная пешка · b7 чёрная пешка · d7 чёрный конь · g7 чёрная пешка · h7 чёрная пешка · c5 чёрная пешка · e5 белая пешка · c4 белая пешка · d4 чёрная пешка · e4 белая пешка · a3 белая пешка · c3 белый конь · b2 белая пешка · d2 белый ферзь · e2 белый слон · g2 белая пешка · h2 белая пешка · f1 белая ладья · g1 белый король | a8 чёрная ладья · c8 чёрный слон · d8 чёрный ферзь · g8 чёрный король · a7 чёрная пешка · b7 чёрная пешка · d7 чёрный конь · g7 чёрная пешка · h7 чёрная пешка · c5 чёрная пешка · e5 белая пешка · c4 белая пешка · d4 чёрная пешка · e4 белая пешка · a3 белая пешка · c3 белый конь · b2 белая пешка · d2 белый ферзь · e2 белый слон · g2 белая пешка · h2 белая пешка · f1 белая ладья · g1 белый король | a8 чёрная ладья · c8 чёрный слон · d8 чёрный ферзь · g8 чёрный король · a7 чёрная пешка · b7 чёрная пешка · d7 чёрный конь · g7 чёрная пешка · h7 чёрная пешка · c5 чёрная пешка · e5 белая пешка · c4 белая пешка · d4 чёрная пешка · e4 белая пешка · a3 белая пешка · c3 белый конь · b2 белая пешка · d2 белый ферзь · e2 белый слон · g2 белая пешка · h2 белая пешка · f1 белая ладья · g1 белый король | a8 чёрная ладья · c8 чёрный слон · d8 чёрный ферзь · g8 чёрный король · a7 чёрная пешка · b7 чёрная пешка · d7 чёрный конь · g7 чёрная пешка · h7 чёрная пешка · c5 чёрная пешка · e5 белая пешка · c4 белая пешка · d4 чёрная пешка · e4 белая пешка · a3 белая пешка · c3 белый конь · b2 белая пешка · d2 белый ферзь · e2 белый слон · g2 белая пешка · h2 белая пешка · f1 белая ладья · g1 белый король | a8 чёрная ладья · c8 чёрный слон · d8 чёрный ферзь · g8 чёрный король · a7 чёрная пешка · b7 чёрная пешка · d7 чёрный конь · g7 чёрная пешка · h7 чёрная пешка · c5 чёрная пешка · e5 белая пешка · c4 белая пешка · d4 чёрная пешка · e4 белая пешка · a3 белая пешка · c3 белый конь · b2 белая пешка · d2 белый ферзь · e2 белый слон · g2 белая пешка · h2 белая пешка · f1 белая ладья · g1 белый король | a8 чёрная ладья · c8 чёрный слон · d8 чёрный ферзь · g8 чёрный король · a7 чёрная пешка · b7 чёрная пешка · d7 чёрный конь · g7 чёрная пешка · h7 чёрная пешка · c5 чёрная пешка · e5 белая пешка · c4 белая пешка · d4 чёрная пешка · e4 белая пешка · a3 белая пешка · c3 белый конь · b2 белая пешка · d2 белый ферзь · e2 белый слон · g2 белая пешка · h2 белая пешка · f1 белая ладья · g1 белый король | a8 чёрная ладья · c8 чёрный слон · d8 чёрный ферзь · g8 чёрный король · a7 чёрная пешка · b7 чёрная пешка · d7 чёрный конь · g7 чёрная пешка · h7 чёрная пешка · c5 чёрная пешка · e5 белая пешка · c4 белая пешка · d4 чёрная пешка · e4 белая пешка · a3 белая пешка · c3 белый конь · b2 белая пешка · d2 белый ферзь · e2 белый слон · g2 белая пешка · h2 белая пешка · f1 белая ладья · g1 белый король | 5 |
| 4 | a8 чёрная ладья · c8 чёрный слон · d8 чёрный ферзь · g8 чёрный король · a7 чёрная пешка · b7 чёрная пешка · d7 чёрный конь · g7 чёрная пешка · h7 чёрная пешка · c5 чёрная пешка · e5 белая пешка · c4 белая пешка · d4 чёрная пешка · e4 белая пешка · a3 белая пешка · c3 белый конь · b2 белая пешка · d2 белый ферзь · e2 белый слон · g2 белая пешка · h2 белая пешка · f1 белая ладья · g1 белый король | a8 чёрная ладья · c8 чёрный слон · d8 чёрный ферзь · g8 чёрный король · a7 чёрная пешка · b7 чёрная пешка · d7 чёрный конь · g7 чёрная пешка · h7 чёрная пешка · c5 чёрная пешка · e5 белая пешка · c4 белая пешка · d4 чёрная пешка · e4 белая пешка · a3 белая пешка · c3 белый конь · b2 белая пешка · d2 белый ферзь · e2 белый слон · g2 белая пешка · h2 белая пешка · f1 белая ладья · g1 белый король | a8 чёрная ладья · c8 чёрный слон · d8 чёрный ферзь · g8 чёрный король · a7 чёрная пешка · b7 чёрная пешка · d7 чёрный конь · g7 чёрная пешка · h7 чёрная пешка · c5 чёрная пешка · e5 белая пешка · c4 белая пешка · d4 чёрная пешка · e4 белая пешка · a3 белая пешка · c3 белый конь · b2 белая пешка · d2 белый ферзь · e2 белый слон · g2 белая пешка · h2 белая пешка · f1 белая ладья · g1 белый король | a8 чёрная ладья · c8 чёрный слон · d8 чёрный ферзь · g8 чёрный король · a7 чёрная пешка · b7 чёрная пешка · d7 чёрный конь · g7 чёрная пешка · h7 чёрная пешка · c5 чёрная пешка · e5 белая пешка · c4 белая пешка · d4 чёрная пешка · e4 белая пешка · a3 белая пешка · c3 белый конь · b2 белая пешка · d2 белый ферзь · e2 белый слон · g2 белая пешка · h2 белая пешка · f1 белая ладья · g1 белый король | a8 чёрная ладья · c8 чёрный слон · d8 чёрный ферзь · g8 чёрный король · a7 чёрная пешка · b7 чёрная пешка · d7 чёрный конь · g7 чёрная пешка · h7 чёрная пешка · c5 чёрная пешка · e5 белая пешка · c4 белая пешка · d4 чёрная пешка · e4 белая пешка · a3 белая пешка · c3 белый конь · b2 белая пешка · d2 белый ферзь · e2 белый слон · g2 белая пешка · h2 белая пешка · f1 белая ладья · g1 белый король | a8 чёрная ладья · c8 чёрный слон · d8 чёрный ферзь · g8 чёрный король · a7 чёрная пешка · b7 чёрная пешка · d7 чёрный конь · g7 чёрная пешка · h7 чёрная пешка · c5 чёрная пешка · e5 белая пешка · c4 белая пешка · d4 чёрная пешка · e4 белая пешка · a3 белая пешка · c3 белый конь · b2 белая пешка · d2 белый ферзь · e2 белый слон · g2 белая пешка · h2 белая пешка · f1 белая ладья · g1 белый король | a8 чёрная ладья · c8 чёрный слон · d8 чёрный ферзь · g8 чёрный король · a7 чёрная пешка · b7 чёрная пешка · d7 чёрный конь · g7 чёрная пешка · h7 чёрная пешка · c5 чёрная пешка · e5 белая пешка · c4 белая пешка · d4 чёрная пешка · e4 белая пешка · a3 белая пешка · c3 белый конь · b2 белая пешка · d2 белый ферзь · e2 белый слон · g2 белая пешка · h2 белая пешка · f1 белая ладья · g1 белый король | a8 чёрная ладья · c8 чёрный слон · d8 чёрный ферзь · g8 чёрный король · a7 чёрная пешка · b7 чёрная пешка · d7 чёрный конь · g7 чёрная пешка · h7 чёрная пешка · c5 чёрная пешка · e5 белая пешка · c4 белая пешка · d4 чёрная пешка · e4 белая пешка · a3 белая пешка · c3 белый конь · b2 белая пешка · d2 белый ферзь · e2 белый слон · g2 белая пешка · h2 белая пешка · f1 белая ладья · g1 белый король | 4 |
| 3 | a8 чёрная ладья · c8 чёрный слон · d8 чёрный ферзь · g8 чёрный король · a7 чёрная пешка · b7 чёрная пешка · d7 чёрный конь · g7 чёрная пешка · h7 чёрная пешка · c5 чёрная пешка · e5 белая пешка · c4 белая пешка · d4 чёрная пешка · e4 белая пешка · a3 белая пешка · c3 белый конь · b2 белая пешка · d2 белый ферзь · e2 белый слон · g2 белая пешка · h2 белая пешка · f1 белая ладья · g1 белый король | a8 чёрная ладья · c8 чёрный слон · d8 чёрный ферзь · g8 чёрный король · a7 чёрная пешка · b7 чёрная пешка · d7 чёрный конь · g7 чёрная пешка · h7 чёрная пешка · c5 чёрная пешка · e5 белая пешка · c4 белая пешка · d4 чёрная пешка · e4 белая пешка · a3 белая пешка · c3 белый конь · b2 белая пешка · d2 белый ферзь · e2 белый слон · g2 белая пешка · h2 белая пешка · f1 белая ладья · g1 белый король | a8 чёрная ладья · c8 чёрный слон · d8 чёрный ферзь · g8 чёрный король · a7 чёрная пешка · b7 чёрная пешка · d7 чёрный конь · g7 чёрная пешка · h7 чёрная пешка · c5 чёрная пешка · e5 белая пешка · c4 белая пешка · d4 чёрная пешка · e4 белая пешка · a3 белая пешка · c3 белый конь · b2 белая пешка · d2 белый ферзь · e2 белый слон · g2 белая пешка · h2 белая пешка · f1 белая ладья · g1 белый король | a8 чёрная ладья · c8 чёрный слон · d8 чёрный ферзь · g8 чёрный король · a7 чёрная пешка · b7 чёрная пешка · d7 чёрный конь · g7 чёрная пешка · h7 чёрная пешка · c5 чёрная пешка · e5 белая пешка · c4 белая пешка · d4 чёрная пешка · e4 белая пешка · a3 белая пешка · c3 белый конь · b2 белая пешка · d2 белый ферзь · e2 белый слон · g2 белая пешка · h2 белая пешка · f1 белая ладья · g1 белый король | a8 чёрная ладья · c8 чёрный слон · d8 чёрный ферзь · g8 чёрный король · a7 чёрная пешка · b7 чёрная пешка · d7 чёрный конь · g7 чёрная пешка · h7 чёрная пешка · c5 чёрная пешка · e5 белая пешка · c4 белая пешка · d4 чёрная пешка · e4 белая пешка · a3 белая пешка · c3 белый конь · b2 белая пешка · d2 белый ферзь · e2 белый слон · g2 белая пешка · h2 белая пешка · f1 белая ладья · g1 белый король | a8 чёрная ладья · c8 чёрный слон · d8 чёрный ферзь · g8 чёрный король · a7 чёрная пешка · b7 чёрная пешка · d7 чёрный конь · g7 чёрная пешка · h7 чёрная пешка · c5 чёрная пешка · e5 белая пешка · c4 белая пешка · d4 чёрная пешка · e4 белая пешка · a3 белая пешка · c3 белый конь · b2 белая пешка · d2 белый ферзь · e2 белый слон · g2 белая пешка · h2 белая пешка · f1 белая ладья · g1 белый король | a8 чёрная ладья · c8 чёрный слон · d8 чёрный ферзь · g8 чёрный король · a7 чёрная пешка · b7 чёрная пешка · d7 чёрный конь · g7 чёрная пешка · h7 чёрная пешка · c5 чёрная пешка · e5 белая пешка · c4 белая пешка · d4 чёрная пешка · e4 белая пешка · a3 белая пешка · c3 белый конь · b2 белая пешка · d2 белый ферзь · e2 белый слон · g2 белая пешка · h2 белая пешка · f1 белая ладья · g1 белый король | a8 чёрная ладья · c8 чёрный слон · d8 чёрный ферзь · g8 чёрный король · a7 чёрная пешка · b7 чёрная пешка · d7 чёрный конь · g7 чёрная пешка · h7 чёрная пешка · c5 чёрная пешка · e5 белая пешка · c4 белая пешка · d4 чёрная пешка · e4 белая пешка · a3 белая пешка · c3 белый конь · b2 белая пешка · d2 белый ферзь · e2 белый слон · g2 белая пешка · h2 белая пешка · f1 белая ладья · g1 белый король | 3 |
| 2 | a8 чёрная ладья · c8 чёрный слон · d8 чёрный ферзь · g8 чёрный король · a7 чёрная пешка · b7 чёрная пешка · d7 чёрный конь · g7 чёрная пешка · h7 чёрная пешка · c5 чёрная пешка · e5 белая пешка · c4 белая пешка · d4 чёрная пешка · e4 белая пешка · a3 белая пешка · c3 белый конь · b2 белая пешка · d2 белый ферзь · e2 белый слон · g2 белая пешка · h2 белая пешка · f1 белая ладья · g1 белый король | a8 чёрная ладья · c8 чёрный слон · d8 чёрный ферзь · g8 чёрный король · a7 чёрная пешка · b7 чёрная пешка · d7 чёрный конь · g7 чёрная пешка · h7 чёрная пешка · c5 чёрная пешка · e5 белая пешка · c4 белая пешка · d4 чёрная пешка · e4 белая пешка · a3 белая пешка · c3 белый конь · b2 белая пешка · d2 белый ферзь · e2 белый слон · g2 белая пешка · h2 белая пешка · f1 белая ладья · g1 белый король | a8 чёрная ладья · c8 чёрный слон · d8 чёрный ферзь · g8 чёрный король · a7 чёрная пешка · b7 чёрная пешка · d7 чёрный конь · g7 чёрная пешка · h7 чёрная пешка · c5 чёрная пешка · e5 белая пешка · c4 белая пешка · d4 чёрная пешка · e4 белая пешка · a3 белая пешка · c3 белый конь · b2 белая пешка · d2 белый ферзь · e2 белый слон · g2 белая пешка · h2 белая пешка · f1 белая ладья · g1 белый король | a8 чёрная ладья · c8 чёрный слон · d8 чёрный ферзь · g8 чёрный король · a7 чёрная пешка · b7 чёрная пешка · d7 чёрный конь · g7 чёрная пешка · h7 чёрная пешка · c5 чёрная пешка · e5 белая пешка · c4 белая пешка · d4 чёрная пешка · e4 белая пешка · a3 белая пешка · c3 белый конь · b2 белая пешка · d2 белый ферзь · e2 белый слон · g2 белая пешка · h2 белая пешка · f1 белая ладья · g1 белый король | a8 чёрная ладья · c8 чёрный слон · d8 чёрный ферзь · g8 чёрный король · a7 чёрная пешка · b7 чёрная пешка · d7 чёрный конь · g7 чёрная пешка · h7 чёрная пешка · c5 чёрная пешка · e5 белая пешка · c4 белая пешка · d4 чёрная пешка · e4 белая пешка · a3 белая пешка · c3 белый конь · b2 белая пешка · d2 белый ферзь · e2 белый слон · g2 белая пешка · h2 белая пешка · f1 белая ладья · g1 белый король | a8 чёрная ладья · c8 чёрный слон · d8 чёрный ферзь · g8 чёрный король · a7 чёрная пешка · b7 чёрная пешка · d7 чёрный конь · g7 чёрная пешка · h7 чёрная пешка · c5 чёрная пешка · e5 белая пешка · c4 белая пешка · d4 чёрная пешка · e4 белая пешка · a3 белая пешка · c3 белый конь · b2 белая пешка · d2 белый ферзь · e2 белый слон · g2 белая пешка · h2 белая пешка · f1 белая ладья · g1 белый король | a8 чёрная ладья · c8 чёрный слон · d8 чёрный ферзь · g8 чёрный король · a7 чёрная пешка · b7 чёрная пешка · d7 чёрный конь · g7 чёрная пешка · h7 чёрная пешка · c5 чёрная пешка · e5 белая пешка · c4 белая пешка · d4 чёрная пешка · e4 белая пешка · a3 белая пешка · c3 белый конь · b2 белая пешка · d2 белый ферзь · e2 белый слон · g2 белая пешка · h2 белая пешка · f1 белая ладья · g1 белый король | a8 чёрная ладья · c8 чёрный слон · d8 чёрный ферзь · g8 чёрный король · a7 чёрная пешка · b7 чёрная пешка · d7 чёрный конь · g7 чёрная пешка · h7 чёрная пешка · c5 чёрная пешка · e5 белая пешка · c4 белая пешка · d4 чёрная пешка · e4 белая пешка · a3 белая пешка · c3 белый конь · b2 белая пешка · d2 белый ферзь · e2 белый слон · g2 белая пешка · h2 белая пешка · f1 белая ладья · g1 белый король | 2 |
| 1 | a8 чёрная ладья · c8 чёрный слон · d8 чёрный ферзь · g8 чёрный король · a7 чёрная пешка · b7 чёрная пешка · d7 чёрный конь · g7 чёрная пешка · h7 чёрная пешка · c5 чёрная пешка · e5 белая пешка · c4 белая пешка · d4 чёрная пешка · e4 белая пешка · a3 белая пешка · c3 белый конь · b2 белая пешка · d2 белый ферзь · e2 белый слон · g2 белая пешка · h2 белая пешка · f1 белая ладья · g1 белый король | a8 чёрная ладья · c8 чёрный слон · d8 чёрный ферзь · g8 чёрный король · a7 чёрная пешка · b7 чёрная пешка · d7 чёрный конь · g7 чёрная пешка · h7 чёрная пешка · c5 чёрная пешка · e5 белая пешка · c4 белая пешка · d4 чёрная пешка · e4 белая пешка · a3 белая пешка · c3 белый конь · b2 белая пешка · d2 белый ферзь · e2 белый слон · g2 белая пешка · h2 белая пешка · f1 белая ладья · g1 белый король | a8 чёрная ладья · c8 чёрный слон · d8 чёрный ферзь · g8 чёрный король · a7 чёрная пешка · b7 чёрная пешка · d7 чёрный конь · g7 чёрная пешка · h7 чёрная пешка · c5 чёрная пешка · e5 белая пешка · c4 белая пешка · d4 чёрная пешка · e4 белая пешка · a3 белая пешка · c3 белый конь · b2 белая пешка · d2 белый ферзь · e2 белый слон · g2 белая пешка · h2 белая пешка · f1 белая ладья · g1 белый король | a8 чёрная ладья · c8 чёрный слон · d8 чёрный ферзь · g8 чёрный король · a7 чёрная пешка · b7 чёрная пешка · d7 чёрный конь · g7 чёрная пешка · h7 чёрная пешка · c5 чёрная пешка · e5 белая пешка · c4 белая пешка · d4 чёрная пешка · e4 белая пешка · a3 белая пешка · c3 белый конь · b2 белая пешка · d2 белый ферзь · e2 белый слон · g2 белая пешка · h2 белая пешка · f1 белая ладья · g1 белый король | a8 чёрная ладья · c8 чёрный слон · d8 чёрный ферзь · g8 чёрный король · a7 чёрная пешка · b7 чёрная пешка · d7 чёрный конь · g7 чёрная пешка · h7 чёрная пешка · c5 чёрная пешка · e5 белая пешка · c4 белая пешка · d4 чёрная пешка · e4 белая пешка · a3 белая пешка · c3 белый конь · b2 белая пешка · d2 белый ферзь · e2 белый слон · g2 белая пешка · h2 белая пешка · f1 белая ладья · g1 белый король | a8 чёрная ладья · c8 чёрный слон · d8 чёрный ферзь · g8 чёрный король · a7 чёрная пешка · b7 чёрная пешка · d7 чёрный конь · g7 чёрная пешка · h7 чёрная пешка · c5 чёрная пешка · e5 белая пешка · c4 белая пешка · d4 чёрная пешка · e4 белая пешка · a3 белая пешка · c3 белый конь · b2 белая пешка · d2 белый ферзь · e2 белый слон · g2 белая пешка · h2 белая пешка · f1 белая ладья · g1 белый король | a8 чёрная ладья · c8 чёрный слон · d8 чёрный ферзь · g8 чёрный король · a7 чёрная пешка · b7 чёрная пешка · d7 чёрный конь · g7 чёрная пешка · h7 чёрная пешка · c5 чёрная пешка · e5 белая пешка · c4 белая пешка · d4 чёрная пешка · e4 белая пешка · a3 белая пешка · c3 белый конь · b2 белая пешка · d2 белый ферзь · e2 белый слон · g2 белая пешка · h2 белая пешка · f1 белая ладья · g1 белый король | a8 чёрная ладья · c8 чёрный слон · d8 чёрный ферзь · g8 чёрный король · a7 чёрная пешка · b7 чёрная пешка · d7 чёрный конь · g7 чёрная пешка · h7 чёрная пешка · c5 чёрная пешка · e5 белая пешка · c4 белая пешка · d4 чёрная пешка · e4 белая пешка · a3 белая пешка · c3 белый конь · b2 белая пешка · d2 белый ферзь · e2 белый слон · g2 белая пешка · h2 белая пешка · f1 белая ладья · g1 белый король | 1 |
|   | a | b | c | d | e | f | g | h |   |

1.d4 Kf6 2.c4 e6 3.Kf3 Ke4 4.Kfd2 Cb4 5.Фс2 d5 6.Kc3 f5 7.Kd: e4 fe 8.Cf4 0—0 9.e3 c6 10.Ce2 Kd7 11.a3 Ce7 12.0—0 Cg5 13.f3 C:f4 14.ef Л:f4 15.fe Л:f1+ 16.Л:f1 e5 17.Фd2 c5 18.de d4
(см. диаграмму)
19.Фf4 dc 20.Фf7+ Kph8 21.bc Фg8 22.Фе7 h6 23.Ch5 a5 24.e6 g6 25.ed C:d7 26.Лf7, 1 : 0

### А. Нимцович — Ф. Маршалл
|   | a | b | c | d | e | f | g | h |   |
| - | --- | --- | --- | --- | --- | --- | --- | --- | - |
| 8 | a8 чёрная ладья · c8 чёрный слон · d8 чёрный ферзь · g8 чёрный король · a7 чёрная пешка · b7 чёрная пешка · h7 чёрная пешка · d6 чёрная пешка · f6 чёрный конь · g6 чёрная пешка · a5 белая пешка · c5 чёрная пешка · d5 чёрная ладья · c4 белый конь · f4 белая пешка · b3 белый ферзь · e3 белый слон · b2 белая пешка · g2 белая пешка · h2 белая пешка · a1 белая ладья · f1 белая ладья · g1 белый король | a8 чёрная ладья · c8 чёрный слон · d8 чёрный ферзь · g8 чёрный король · a7 чёрная пешка · b7 чёрная пешка · h7 чёрная пешка · d6 чёрная пешка · f6 чёрный конь · g6 чёрная пешка · a5 белая пешка · c5 чёрная пешка · d5 чёрная ладья · c4 белый конь · f4 белая пешка · b3 белый ферзь · e3 белый слон · b2 белая пешка · g2 белая пешка · h2 белая пешка · a1 белая ладья · f1 белая ладья · g1 белый король | a8 чёрная ладья · c8 чёрный слон · d8 чёрный ферзь · g8 чёрный король · a7 чёрная пешка · b7 чёрная пешка · h7 чёрная пешка · d6 чёрная пешка · f6 чёрный конь · g6 чёрная пешка · a5 белая пешка · c5 чёрная пешка · d5 чёрная ладья · c4 белый конь · f4 белая пешка · b3 белый ферзь · e3 белый слон · b2 белая пешка · g2 белая пешка · h2 белая пешка · a1 белая ладья · f1 белая ладья · g1 белый король | a8 чёрная ладья · c8 чёрный слон · d8 чёрный ферзь · g8 чёрный король · a7 чёрная пешка · b7 чёрная пешка · h7 чёрная пешка · d6 чёрная пешка · f6 чёрный конь · g6 чёрная пешка · a5 белая пешка · c5 чёрная пешка · d5 чёрная ладья · c4 белый конь · f4 белая пешка · b3 белый ферзь · e3 белый слон · b2 белая пешка · g2 белая пешка · h2 белая пешка · a1 белая ладья · f1 белая ладья · g1 белый король | a8 чёрная ладья · c8 чёрный слон · d8 чёрный ферзь · g8 чёрный король · a7 чёрная пешка · b7 чёрная пешка · h7 чёрная пешка · d6 чёрная пешка · f6 чёрный конь · g6 чёрная пешка · a5 белая пешка · c5 чёрная пешка · d5 чёрная ладья · c4 белый конь · f4 белая пешка · b3 белый ферзь · e3 белый слон · b2 белая пешка · g2 белая пешка · h2 белая пешка · a1 белая ладья · f1 белая ладья · g1 белый король | a8 чёрная ладья · c8 чёрный слон · d8 чёрный ферзь · g8 чёрный король · a7 чёрная пешка · b7 чёрная пешка · h7 чёрная пешка · d6 чёрная пешка · f6 чёрный конь · g6 чёрная пешка · a5 белая пешка · c5 чёрная пешка · d5 чёрная ладья · c4 белый конь · f4 белая пешка · b3 белый ферзь · e3 белый слон · b2 белая пешка · g2 белая пешка · h2 белая пешка · a1 белая ладья · f1 белая ладья · g1 белый король | a8 чёрная ладья · c8 чёрный слон · d8 чёрный ферзь · g8 чёрный король · a7 чёрная пешка · b7 чёрная пешка · h7 чёрная пешка · d6 чёрная пешка · f6 чёрный конь · g6 чёрная пешка · a5 белая пешка · c5 чёрная пешка · d5 чёрная ладья · c4 белый конь · f4 белая пешка · b3 белый ферзь · e3 белый слон · b2 белая пешка · g2 белая пешка · h2 белая пешка · a1 белая ладья · f1 белая ладья · g1 белый король | a8 чёрная ладья · c8 чёрный слон · d8 чёрный ферзь · g8 чёрный король · a7 чёрная пешка · b7 чёрная пешка · h7 чёрная пешка · d6 чёрная пешка · f6 чёрный конь · g6 чёрная пешка · a5 белая пешка · c5 чёрная пешка · d5 чёрная ладья · c4 белый конь · f4 белая пешка · b3 белый ферзь · e3 белый слон · b2 белая пешка · g2 белая пешка · h2 белая пешка · a1 белая ладья · f1 белая ладья · g1 белый король | 8 |
| 7 | a8 чёрная ладья · c8 чёрный слон · d8 чёрный ферзь · g8 чёрный король · a7 чёрная пешка · b7 чёрная пешка · h7 чёрная пешка · d6 чёрная пешка · f6 чёрный конь · g6 чёрная пешка · a5 белая пешка · c5 чёрная пешка · d5 чёрная ладья · c4 белый конь · f4 белая пешка · b3 белый ферзь · e3 белый слон · b2 белая пешка · g2 белая пешка · h2 белая пешка · a1 белая ладья · f1 белая ладья · g1 белый король | a8 чёрная ладья · c8 чёрный слон · d8 чёрный ферзь · g8 чёрный король · a7 чёрная пешка · b7 чёрная пешка · h7 чёрная пешка · d6 чёрная пешка · f6 чёрный конь · g6 чёрная пешка · a5 белая пешка · c5 чёрная пешка · d5 чёрная ладья · c4 белый конь · f4 белая пешка · b3 белый ферзь · e3 белый слон · b2 белая пешка · g2 белая пешка · h2 белая пешка · a1 белая ладья · f1 белая ладья · g1 белый король | a8 чёрная ладья · c8 чёрный слон · d8 чёрный ферзь · g8 чёрный король · a7 чёрная пешка · b7 чёрная пешка · h7 чёрная пешка · d6 чёрная пешка · f6 чёрный конь · g6 чёрная пешка · a5 белая пешка · c5 чёрная пешка · d5 чёрная ладья · c4 белый конь · f4 белая пешка · b3 белый ферзь · e3 белый слон · b2 белая пешка · g2 белая пешка · h2 белая пешка · a1 белая ладья · f1 белая ладья · g1 белый король | a8 чёрная ладья · c8 чёрный слон · d8 чёрный ферзь · g8 чёрный король · a7 чёрная пешка · b7 чёрная пешка · h7 чёрная пешка · d6 чёрная пешка · f6 чёрный конь · g6 чёрная пешка · a5 белая пешка · c5 чёрная пешка · d5 чёрная ладья · c4 белый конь · f4 белая пешка · b3 белый ферзь · e3 белый слон · b2 белая пешка · g2 белая пешка · h2 белая пешка · a1 белая ладья · f1 белая ладья · g1 белый король | a8 чёрная ладья · c8 чёрный слон · d8 чёрный ферзь · g8 чёрный король · a7 чёрная пешка · b7 чёрная пешка · h7 чёрная пешка · d6 чёрная пешка · f6 чёрный конь · g6 чёрная пешка · a5 белая пешка · c5 чёрная пешка · d5 чёрная ладья · c4 белый конь · f4 белая пешка · b3 белый ферзь · e3 белый слон · b2 белая пешка · g2 белая пешка · h2 белая пешка · a1 белая ладья · f1 белая ладья · g1 белый король | a8 чёрная ладья · c8 чёрный слон · d8 чёрный ферзь · g8 чёрный король · a7 чёрная пешка · b7 чёрная пешка · h7 чёрная пешка · d6 чёрная пешка · f6 чёрный конь · g6 чёрная пешка · a5 белая пешка · c5 чёрная пешка · d5 чёрная ладья · c4 белый конь · f4 белая пешка · b3 белый ферзь · e3 белый слон · b2 белая пешка · g2 белая пешка · h2 белая пешка · a1 белая ладья · f1 белая ладья · g1 белый король | a8 чёрная ладья · c8 чёрный слон · d8 чёрный ферзь · g8 чёрный король · a7 чёрная пешка · b7 чёрная пешка · h7 чёрная пешка · d6 чёрная пешка · f6 чёрный конь · g6 чёрная пешка · a5 белая пешка · c5 чёрная пешка · d5 чёрная ладья · c4 белый конь · f4 белая пешка · b3 белый ферзь · e3 белый слон · b2 белая пешка · g2 белая пешка · h2 белая пешка · a1 белая ладья · f1 белая ладья · g1 белый король | a8 чёрная ладья · c8 чёрный слон · d8 чёрный ферзь · g8 чёрный король · a7 чёрная пешка · b7 чёрная пешка · h7 чёрная пешка · d6 чёрная пешка · f6 чёрный конь · g6 чёрная пешка · a5 белая пешка · c5 чёрная пешка · d5 чёрная ладья · c4 белый конь · f4 белая пешка · b3 белый ферзь · e3 белый слон · b2 белая пешка · g2 белая пешка · h2 белая пешка · a1 белая ладья · f1 белая ладья · g1 белый король | 7 |
| 6 | a8 чёрная ладья · c8 чёрный слон · d8 чёрный ферзь · g8 чёрный король · a7 чёрная пешка · b7 чёрная пешка · h7 чёрная пешка · d6 чёрная пешка · f6 чёрный конь · g6 чёрная пешка · a5 белая пешка · c5 чёрная пешка · d5 чёрная ладья · c4 белый конь · f4 белая пешка · b3 белый ферзь · e3 белый слон · b2 белая пешка · g2 белая пешка · h2 белая пешка · a1 белая ладья · f1 белая ладья · g1 белый король | a8 чёрная ладья · c8 чёрный слон · d8 чёрный ферзь · g8 чёрный король · a7 чёрная пешка · b7 чёрная пешка · h7 чёрная пешка · d6 чёрная пешка · f6 чёрный конь · g6 чёрная пешка · a5 белая пешка · c5 чёрная пешка · d5 чёрная ладья · c4 белый конь · f4 белая пешка · b3 белый ферзь · e3 белый слон · b2 белая пешка · g2 белая пешка · h2 белая пешка · a1 белая ладья · f1 белая ладья · g1 белый король | a8 чёрная ладья · c8 чёрный слон · d8 чёрный ферзь · g8 чёрный король · a7 чёрная пешка · b7 чёрная пешка · h7 чёрная пешка · d6 чёрная пешка · f6 чёрный конь · g6 чёрная пешка · a5 белая пешка · c5 чёрная пешка · d5 чёрная ладья · c4 белый конь · f4 белая пешка · b3 белый ферзь · e3 белый слон · b2 белая пешка · g2 белая пешка · h2 белая пешка · a1 белая ладья · f1 белая ладья · g1 белый король | a8 чёрная ладья · c8 чёрный слон · d8 чёрный ферзь · g8 чёрный король · a7 чёрная пешка · b7 чёрная пешка · h7 чёрная пешка · d6 чёрная пешка · f6 чёрный конь · g6 чёрная пешка · a5 белая пешка · c5 чёрная пешка · d5 чёрная ладья · c4 белый конь · f4 белая пешка · b3 белый ферзь · e3 белый слон · b2 белая пешка · g2 белая пешка · h2 белая пешка · a1 белая ладья · f1 белая ладья · g1 белый король | a8 чёрная ладья · c8 чёрный слон · d8 чёрный ферзь · g8 чёрный король · a7 чёрная пешка · b7 чёрная пешка · h7 чёрная пешка · d6 чёрная пешка · f6 чёрный конь · g6 чёрная пешка · a5 белая пешка · c5 чёрная пешка · d5 чёрная ладья · c4 белый конь · f4 белая пешка · b3 белый ферзь · e3 белый слон · b2 белая пешка · g2 белая пешка · h2 белая пешка · a1 белая ладья · f1 белая ладья · g1 белый король | a8 чёрная ладья · c8 чёрный слон · d8 чёрный ферзь · g8 чёрный король · a7 чёрная пешка · b7 чёрная пешка · h7 чёрная пешка · d6 чёрная пешка · f6 чёрный конь · g6 чёрная пешка · a5 белая пешка · c5 чёрная пешка · d5 чёрная ладья · c4 белый конь · f4 белая пешка · b3 белый ферзь · e3 белый слон · b2 белая пешка · g2 белая пешка · h2 белая пешка · a1 белая ладья · f1 белая ладья · g1 белый король | a8 чёрная ладья · c8 чёрный слон · d8 чёрный ферзь · g8 чёрный король · a7 чёрная пешка · b7 чёрная пешка · h7 чёрная пешка · d6 чёрная пешка · f6 чёрный конь · g6 чёрная пешка · a5 белая пешка · c5 чёрная пешка · d5 чёрная ладья · c4 белый конь · f4 белая пешка · b3 белый ферзь · e3 белый слон · b2 белая пешка · g2 белая пешка · h2 белая пешка · a1 белая ладья · f1 белая ладья · g1 белый король | a8 чёрная ладья · c8 чёрный слон · d8 чёрный ферзь · g8 чёрный король · a7 чёрная пешка · b7 чёрная пешка · h7 чёрная пешка · d6 чёрная пешка · f6 чёрный конь · g6 чёрная пешка · a5 белая пешка · c5 чёрная пешка · d5 чёрная ладья · c4 белый конь · f4 белая пешка · b3 белый ферзь · e3 белый слон · b2 белая пешка · g2 белая пешка · h2 белая пешка · a1 белая ладья · f1 белая ладья · g1 белый король | 6 |
| 5 | a8 чёрная ладья · c8 чёрный слон · d8 чёрный ферзь · g8 чёрный король · a7 чёрная пешка · b7 чёрная пешка · h7 чёрная пешка · d6 чёрная пешка · f6 чёрный конь · g6 чёрная пешка · a5 белая пешка · c5 чёрная пешка · d5 чёрная ладья · c4 белый конь · f4 белая пешка · b3 белый ферзь · e3 белый слон · b2 белая пешка · g2 белая пешка · h2 белая пешка · a1 белая ладья · f1 белая ладья · g1 белый король | a8 чёрная ладья · c8 чёрный слон · d8 чёрный ферзь · g8 чёрный король · a7 чёрная пешка · b7 чёрная пешка · h7 чёрная пешка · d6 чёрная пешка · f6 чёрный конь · g6 чёрная пешка · a5 белая пешка · c5 чёрная пешка · d5 чёрная ладья · c4 белый конь · f4 белая пешка · b3 белый ферзь · e3 белый слон · b2 белая пешка · g2 белая пешка · h2 белая пешка · a1 белая ладья · f1 белая ладья · g1 белый король | a8 чёрная ладья · c8 чёрный слон · d8 чёрный ферзь · g8 чёрный король · a7 чёрная пешка · b7 чёрная пешка · h7 чёрная пешка · d6 чёрная пешка · f6 чёрный конь · g6 чёрная пешка · a5 белая пешка · c5 чёрная пешка · d5 чёрная ладья · c4 белый конь · f4 белая пешка · b3 белый ферзь · e3 белый слон · b2 белая пешка · g2 белая пешка · h2 белая пешка · a1 белая ладья · f1 белая ладья · g1 белый король | a8 чёрная ладья · c8 чёрный слон · d8 чёрный ферзь · g8 чёрный король · a7 чёрная пешка · b7 чёрная пешка · h7 чёрная пешка · d6 чёрная пешка · f6 чёрный конь · g6 чёрная пешка · a5 белая пешка · c5 чёрная пешка · d5 чёрная ладья · c4 белый конь · f4 белая пешка · b3 белый ферзь · e3 белый слон · b2 белая пешка · g2 белая пешка · h2 белая пешка · a1 белая ладья · f1 белая ладья · g1 белый король | a8 чёрная ладья · c8 чёрный слон · d8 чёрный ферзь · g8 чёрный король · a7 чёрная пешка · b7 чёрная пешка · h7 чёрная пешка · d6 чёрная пешка · f6 чёрный конь · g6 чёрная пешка · a5 белая пешка · c5 чёрная пешка · d5 чёрная ладья · c4 белый конь · f4 белая пешка · b3 белый ферзь · e3 белый слон · b2 белая пешка · g2 белая пешка · h2 белая пешка · a1 белая ладья · f1 белая ладья · g1 белый король | a8 чёрная ладья · c8 чёрный слон · d8 чёрный ферзь · g8 чёрный король · a7 чёрная пешка · b7 чёрная пешка · h7 чёрная пешка · d6 чёрная пешка · f6 чёрный конь · g6 чёрная пешка · a5 белая пешка · c5 чёрная пешка · d5 чёрная ладья · c4 белый конь · f4 белая пешка · b3 белый ферзь · e3 белый слон · b2 белая пешка · g2 белая пешка · h2 белая пешка · a1 белая ладья · f1 белая ладья · g1 белый король | a8 чёрная ладья · c8 чёрный слон · d8 чёрный ферзь · g8 чёрный король · a7 чёрная пешка · b7 чёрная пешка · h7 чёрная пешка · d6 чёрная пешка · f6 чёрный конь · g6 чёрная пешка · a5 белая пешка · c5 чёрная пешка · d5 чёрная ладья · c4 белый конь · f4 белая пешка · b3 белый ферзь · e3 белый слон · b2 белая пешка · g2 белая пешка · h2 белая пешка · a1 белая ладья · f1 белая ладья · g1 белый король | a8 чёрная ладья · c8 чёрный слон · d8 чёрный ферзь · g8 чёрный король · a7 чёрная пешка · b7 чёрная пешка · h7 чёрная пешка · d6 чёрная пешка · f6 чёрный конь · g6 чёрная пешка · a5 белая пешка · c5 чёрная пешка · d5 чёрная ладья · c4 белый конь · f4 белая пешка · b3 белый ферзь · e3 белый слон · b2 белая пешка · g2 белая пешка · h2 белая пешка · a1 белая ладья · f1 белая ладья · g1 белый король | 5 |
| 4 | a8 чёрная ладья · c8 чёрный слон · d8 чёрный ферзь · g8 чёрный король · a7 чёрная пешка · b7 чёрная пешка · h7 чёрная пешка · d6 чёрная пешка · f6 чёрный конь · g6 чёрная пешка · a5 белая пешка · c5 чёрная пешка · d5 чёрная ладья · c4 белый конь · f4 белая пешка · b3 белый ферзь · e3 белый слон · b2 белая пешка · g2 белая пешка · h2 белая пешка · a1 белая ладья · f1 белая ладья · g1 белый король | a8 чёрная ладья · c8 чёрный слон · d8 чёрный ферзь · g8 чёрный король · a7 чёрная пешка · b7 чёрная пешка · h7 чёрная пешка · d6 чёрная пешка · f6 чёрный конь · g6 чёрная пешка · a5 белая пешка · c5 чёрная пешка · d5 чёрная ладья · c4 белый конь · f4 белая пешка · b3 белый ферзь · e3 белый слон · b2 белая пешка · g2 белая пешка · h2 белая пешка · a1 белая ладья · f1 белая ладья · g1 белый король | a8 чёрная ладья · c8 чёрный слон · d8 чёрный ферзь · g8 чёрный король · a7 чёрная пешка · b7 чёрная пешка · h7 чёрная пешка · d6 чёрная пешка · f6 чёрный конь · g6 чёрная пешка · a5 белая пешка · c5 чёрная пешка · d5 чёрная ладья · c4 белый конь · f4 белая пешка · b3 белый ферзь · e3 белый слон · b2 белая пешка · g2 белая пешка · h2 белая пешка · a1 белая ладья · f1 белая ладья · g1 белый король | a8 чёрная ладья · c8 чёрный слон · d8 чёрный ферзь · g8 чёрный король · a7 чёрная пешка · b7 чёрная пешка · h7 чёрная пешка · d6 чёрная пешка · f6 чёрный конь · g6 чёрная пешка · a5 белая пешка · c5 чёрная пешка · d5 чёрная ладья · c4 белый конь · f4 белая пешка · b3 белый ферзь · e3 белый слон · b2 белая пешка · g2 белая пешка · h2 белая пешка · a1 белая ладья · f1 белая ладья · g1 белый король | a8 чёрная ладья · c8 чёрный слон · d8 чёрный ферзь · g8 чёрный король · a7 чёрная пешка · b7 чёрная пешка · h7 чёрная пешка · d6 чёрная пешка · f6 чёрный конь · g6 чёрная пешка · a5 белая пешка · c5 чёрная пешка · d5 чёрная ладья · c4 белый конь · f4 белая пешка · b3 белый ферзь · e3 белый слон · b2 белая пешка · g2 белая пешка · h2 белая пешка · a1 белая ладья · f1 белая ладья · g1 белый король | a8 чёрная ладья · c8 чёрный слон · d8 чёрный ферзь · g8 чёрный король · a7 чёрная пешка · b7 чёрная пешка · h7 чёрная пешка · d6 чёрная пешка · f6 чёрный конь · g6 чёрная пешка · a5 белая пешка · c5 чёрная пешка · d5 чёрная ладья · c4 белый конь · f4 белая пешка · b3 белый ферзь · e3 белый слон · b2 белая пешка · g2 белая пешка · h2 белая пешка · a1 белая ладья · f1 белая ладья · g1 белый король | a8 чёрная ладья · c8 чёрный слон · d8 чёрный ферзь · g8 чёрный король · a7 чёрная пешка · b7 чёрная пешка · h7 чёрная пешка · d6 чёрная пешка · f6 чёрный конь · g6 чёрная пешка · a5 белая пешка · c5 чёрная пешка · d5 чёрная ладья · c4 белый конь · f4 белая пешка · b3 белый ферзь · e3 белый слон · b2 белая пешка · g2 белая пешка · h2 белая пешка · a1 белая ладья · f1 белая ладья · g1 белый король | a8 чёрная ладья · c8 чёрный слон · d8 чёрный ферзь · g8 чёрный король · a7 чёрная пешка · b7 чёрная пешка · h7 чёрная пешка · d6 чёрная пешка · f6 чёрный конь · g6 чёрная пешка · a5 белая пешка · c5 чёрная пешка · d5 чёрная ладья · c4 белый конь · f4 белая пешка · b3 белый ферзь · e3 белый слон · b2 белая пешка · g2 белая пешка · h2 белая пешка · a1 белая ладья · f1 белая ладья · g1 белый король | 4 |
| 3 | a8 чёрная ладья · c8 чёрный слон · d8 чёрный ферзь · g8 чёрный король · a7 чёрная пешка · b7 чёрная пешка · h7 чёрная пешка · d6 чёрная пешка · f6 чёрный конь · g6 чёрная пешка · a5 белая пешка · c5 чёрная пешка · d5 чёрная ладья · c4 белый конь · f4 белая пешка · b3 белый ферзь · e3 белый слон · b2 белая пешка · g2 белая пешка · h2 белая пешка · a1 белая ладья · f1 белая ладья · g1 белый король | a8 чёрная ладья · c8 чёрный слон · d8 чёрный ферзь · g8 чёрный король · a7 чёрная пешка · b7 чёрная пешка · h7 чёрная пешка · d6 чёрная пешка · f6 чёрный конь · g6 чёрная пешка · a5 белая пешка · c5 чёрная пешка · d5 чёрная ладья · c4 белый конь · f4 белая пешка · b3 белый ферзь · e3 белый слон · b2 белая пешка · g2 белая пешка · h2 белая пешка · a1 белая ладья · f1 белая ладья · g1 белый король | a8 чёрная ладья · c8 чёрный слон · d8 чёрный ферзь · g8 чёрный король · a7 чёрная пешка · b7 чёрная пешка · h7 чёрная пешка · d6 чёрная пешка · f6 чёрный конь · g6 чёрная пешка · a5 белая пешка · c5 чёрная пешка · d5 чёрная ладья · c4 белый конь · f4 белая пешка · b3 белый ферзь · e3 белый слон · b2 белая пешка · g2 белая пешка · h2 белая пешка · a1 белая ладья · f1 белая ладья · g1 белый король | a8 чёрная ладья · c8 чёрный слон · d8 чёрный ферзь · g8 чёрный король · a7 чёрная пешка · b7 чёрная пешка · h7 чёрная пешка · d6 чёрная пешка · f6 чёрный конь · g6 чёрная пешка · a5 белая пешка · c5 чёрная пешка · d5 чёрная ладья · c4 белый конь · f4 белая пешка · b3 белый ферзь · e3 белый слон · b2 белая пешка · g2 белая пешка · h2 белая пешка · a1 белая ладья · f1 белая ладья · g1 белый король | a8 чёрная ладья · c8 чёрный слон · d8 чёрный ферзь · g8 чёрный король · a7 чёрная пешка · b7 чёрная пешка · h7 чёрная пешка · d6 чёрная пешка · f6 чёрный конь · g6 чёрная пешка · a5 белая пешка · c5 чёрная пешка · d5 чёрная ладья · c4 белый конь · f4 белая пешка · b3 белый ферзь · e3 белый слон · b2 белая пешка · g2 белая пешка · h2 белая пешка · a1 белая ладья · f1 белая ладья · g1 белый король | a8 чёрная ладья · c8 чёрный слон · d8 чёрный ферзь · g8 чёрный король · a7 чёрная пешка · b7 чёрная пешка · h7 чёрная пешка · d6 чёрная пешка · f6 чёрный конь · g6 чёрная пешка · a5 белая пешка · c5 чёрная пешка · d5 чёрная ладья · c4 белый конь · f4 белая пешка · b3 белый ферзь · e3 белый слон · b2 белая пешка · g2 белая пешка · h2 белая пешка · a1 белая ладья · f1 белая ладья · g1 белый король | a8 чёрная ладья · c8 чёрный слон · d8 чёрный ферзь · g8 чёрный король · a7 чёрная пешка · b7 чёрная пешка · h7 чёрная пешка · d6 чёрная пешка · f6 чёрный конь · g6 чёрная пешка · a5 белая пешка · c5 чёрная пешка · d5 чёрная ладья · c4 белый конь · f4 белая пешка · b3 белый ферзь · e3 белый слон · b2 белая пешка · g2 белая пешка · h2 белая пешка · a1 белая ладья · f1 белая ладья · g1 белый король | a8 чёрная ладья · c8 чёрный слон · d8 чёрный ферзь · g8 чёрный король · a7 чёрная пешка · b7 чёрная пешка · h7 чёрная пешка · d6 чёрная пешка · f6 чёрный конь · g6 чёрная пешка · a5 белая пешка · c5 чёрная пешка · d5 чёрная ладья · c4 белый конь · f4 белая пешка · b3 белый ферзь · e3 белый слон · b2 белая пешка · g2 белая пешка · h2 белая пешка · a1 белая ладья · f1 белая ладья · g1 белый король | 3 |
| 2 | a8 чёрная ладья · c8 чёрный слон · d8 чёрный ферзь · g8 чёрный король · a7 чёрная пешка · b7 чёрная пешка · h7 чёрная пешка · d6 чёрная пешка · f6 чёрный конь · g6 чёрная пешка · a5 белая пешка · c5 чёрная пешка · d5 чёрная ладья · c4 белый конь · f4 белая пешка · b3 белый ферзь · e3 белый слон · b2 белая пешка · g2 белая пешка · h2 белая пешка · a1 белая ладья · f1 белая ладья · g1 белый король | a8 чёрная ладья · c8 чёрный слон · d8 чёрный ферзь · g8 чёрный король · a7 чёрная пешка · b7 чёрная пешка · h7 чёрная пешка · d6 чёрная пешка · f6 чёрный конь · g6 чёрная пешка · a5 белая пешка · c5 чёрная пешка · d5 чёрная ладья · c4 белый конь · f4 белая пешка · b3 белый ферзь · e3 белый слон · b2 белая пешка · g2 белая пешка · h2 белая пешка · a1 белая ладья · f1 белая ладья · g1 белый король | a8 чёрная ладья · c8 чёрный слон · d8 чёрный ферзь · g8 чёрный король · a7 чёрная пешка · b7 чёрная пешка · h7 чёрная пешка · d6 чёрная пешка · f6 чёрный конь · g6 чёрная пешка · a5 белая пешка · c5 чёрная пешка · d5 чёрная ладья · c4 белый конь · f4 белая пешка · b3 белый ферзь · e3 белый слон · b2 белая пешка · g2 белая пешка · h2 белая пешка · a1 белая ладья · f1 белая ладья · g1 белый король | a8 чёрная ладья · c8 чёрный слон · d8 чёрный ферзь · g8 чёрный король · a7 чёрная пешка · b7 чёрная пешка · h7 чёрная пешка · d6 чёрная пешка · f6 чёрный конь · g6 чёрная пешка · a5 белая пешка · c5 чёрная пешка · d5 чёрная ладья · c4 белый конь · f4 белая пешка · b3 белый ферзь · e3 белый слон · b2 белая пешка · g2 белая пешка · h2 белая пешка · a1 белая ладья · f1 белая ладья · g1 белый король | a8 чёрная ладья · c8 чёрный слон · d8 чёрный ферзь · g8 чёрный король · a7 чёрная пешка · b7 чёрная пешка · h7 чёрная пешка · d6 чёрная пешка · f6 чёрный конь · g6 чёрная пешка · a5 белая пешка · c5 чёрная пешка · d5 чёрная ладья · c4 белый конь · f4 белая пешка · b3 белый ферзь · e3 белый слон · b2 белая пешка · g2 белая пешка · h2 белая пешка · a1 белая ладья · f1 белая ладья · g1 белый король | a8 чёрная ладья · c8 чёрный слон · d8 чёрный ферзь · g8 чёрный король · a7 чёрная пешка · b7 чёрная пешка · h7 чёрная пешка · d6 чёрная пешка · f6 чёрный конь · g6 чёрная пешка · a5 белая пешка · c5 чёрная пешка · d5 чёрная ладья · c4 белый конь · f4 белая пешка · b3 белый ферзь · e3 белый слон · b2 белая пешка · g2 белая пешка · h2 белая пешка · a1 белая ладья · f1 белая ладья · g1 белый король | a8 чёрная ладья · c8 чёрный слон · d8 чёрный ферзь · g8 чёрный король · a7 чёрная пешка · b7 чёрная пешка · h7 чёрная пешка · d6 чёрная пешка · f6 чёрный конь · g6 чёрная пешка · a5 белая пешка · c5 чёрная пешка · d5 чёрная ладья · c4 белый конь · f4 белая пешка · b3 белый ферзь · e3 белый слон · b2 белая пешка · g2 белая пешка · h2 белая пешка · a1 белая ладья · f1 белая ладья · g1 белый король | a8 чёрная ладья · c8 чёрный слон · d8 чёрный ферзь · g8 чёрный король · a7 чёрная пешка · b7 чёрная пешка · h7 чёрная пешка · d6 чёрная пешка · f6 чёрный конь · g6 чёрная пешка · a5 белая пешка · c5 чёрная пешка · d5 чёрная ладья · c4 белый конь · f4 белая пешка · b3 белый ферзь · e3 белый слон · b2 белая пешка · g2 белая пешка · h2 белая пешка · a1 белая ладья · f1 белая ладья · g1 белый король | 2 |
| 1 | a8 чёрная ладья · c8 чёрный слон · d8 чёрный ферзь · g8 чёрный король · a7 чёрная пешка · b7 чёрная пешка · h7 чёрная пешка · d6 чёрная пешка · f6 чёрный конь · g6 чёрная пешка · a5 белая пешка · c5 чёрная пешка · d5 чёрная ладья · c4 белый конь · f4 белая пешка · b3 белый ферзь · e3 белый слон · b2 белая пешка · g2 белая пешка · h2 белая пешка · a1 белая ладья · f1 белая ладья · g1 белый король | a8 чёрная ладья · c8 чёрный слон · d8 чёрный ферзь · g8 чёрный король · a7 чёрная пешка · b7 чёрная пешка · h7 чёрная пешка · d6 чёрная пешка · f6 чёрный конь · g6 чёрная пешка · a5 белая пешка · c5 чёрная пешка · d5 чёрная ладья · c4 белый конь · f4 белая пешка · b3 белый ферзь · e3 белый слон · b2 белая пешка · g2 белая пешка · h2 белая пешка · a1 белая ладья · f1 белая ладья · g1 белый король | a8 чёрная ладья · c8 чёрный слон · d8 чёрный ферзь · g8 чёрный король · a7 чёрная пешка · b7 чёрная пешка · h7 чёрная пешка · d6 чёрная пешка · f6 чёрный конь · g6 чёрная пешка · a5 белая пешка · c5 чёрная пешка · d5 чёрная ладья · c4 белый конь · f4 белая пешка · b3 белый ферзь · e3 белый слон · b2 белая пешка · g2 белая пешка · h2 белая пешка · a1 белая ладья · f1 белая ладья · g1 белый король | a8 чёрная ладья · c8 чёрный слон · d8 чёрный ферзь · g8 чёрный король · a7 чёрная пешка · b7 чёрная пешка · h7 чёрная пешка · d6 чёрная пешка · f6 чёрный конь · g6 чёрная пешка · a5 белая пешка · c5 чёрная пешка · d5 чёрная ладья · c4 белый конь · f4 белая пешка · b3 белый ферзь · e3 белый слон · b2 белая пешка · g2 белая пешка · h2 белая пешка · a1 белая ладья · f1 белая ладья · g1 белый король | a8 чёрная ладья · c8 чёрный слон · d8 чёрный ферзь · g8 чёрный король · a7 чёрная пешка · b7 чёрная пешка · h7 чёрная пешка · d6 чёрная пешка · f6 чёрный конь · g6 чёрная пешка · a5 белая пешка · c5 чёрная пешка · d5 чёрная ладья · c4 белый конь · f4 белая пешка · b3 белый ферзь · e3 белый слон · b2 белая пешка · g2 белая пешка · h2 белая пешка · a1 белая ладья · f1 белая ладья · g1 белый король | a8 чёрная ладья · c8 чёрный слон · d8 чёрный ферзь · g8 чёрный король · a7 чёрная пешка · b7 чёрная пешка · h7 чёрная пешка · d6 чёрная пешка · f6 чёрный конь · g6 чёрная пешка · a5 белая пешка · c5 чёрная пешка · d5 чёрная ладья · c4 белый конь · f4 белая пешка · b3 белый ферзь · e3 белый слон · b2 белая пешка · g2 белая пешка · h2 белая пешка · a1 белая ладья · f1 белая ладья · g1 белый король | a8 чёрная ладья · c8 чёрный слон · d8 чёрный ферзь · g8 чёрный король · a7 чёрная пешка · b7 чёрная пешка · h7 чёрная пешка · d6 чёрная пешка · f6 чёрный конь · g6 чёрная пешка · a5 белая пешка · c5 чёрная пешка · d5 чёрная ладья · c4 белый конь · f4 белая пешка · b3 белый ферзь · e3 белый слон · b2 белая пешка · g2 белая пешка · h2 белая пешка · a1 белая ладья · f1 белая ладья · g1 белый король | a8 чёрная ладья · c8 чёрный слон · d8 чёрный ферзь · g8 чёрный король · a7 чёрная пешка · b7 чёрная пешка · h7 чёрная пешка · d6 чёрная пешка · f6 чёрный конь · g6 чёрная пешка · a5 белая пешка · c5 чёрная пешка · d5 чёрная ладья · c4 белый конь · f4 белая пешка · b3 белый ферзь · e3 белый слон · b2 белая пешка · g2 белая пешка · h2 белая пешка · a1 белая ладья · f1 белая ладья · g1 белый король | 1 |
|   | a | b | c | d | e | f | g | h |   |

1.c4 Kf6 2.d4 e6 3.Kf3 c5 4.d5 d6 5.Kc3 ed 6.cd g6 7.Kd2 Kbd7 8.Kc4 Kb6 9.e4 Cg7 10.Ke3 0—0 11.Cd3 Kh5 12.0—0 Ce5 13.a4 Kf4 14.a5 Kd7 15.Kc4 K:d3 16.Ф:d3 f5 17.ef Л:f5 18.f4 Cd4+ 19.Ce3 C:c3 20.Ф:с3 Kf6 21.Фb3 Л:d5
(см. диаграмму)
22.f5 gf 23.Cg5 Лd4 24.Kb6+ c4 25.Фс3 ab 26.Ф:d4 Kpg7 27.Лае1 ba 28.Ле8! Ф:е8 29.Ф:f6+ Kpg8 30.Ch6, 1 : 0

### А. Нимцович — М. Видмар
|   | a | b | c | d | e | f | g | h |   |
| - | --- | --- | --- | --- | --- | --- | --- | --- | - |
| 8 | c8 чёрный король · g8 чёрная ладья · h8 чёрная ладья · a7 чёрная пешка · c7 чёрный слон · d7 чёрный ферзь · c6 чёрная пешка · c5 белая пешка · d5 чёрная пешка · f5 чёрная пешка · g5 чёрная пешка · h5 чёрный конь · d4 белая пешка · h4 чёрная пешка · c3 белый конь · f3 белая пешка · h3 белая пешка · a2 белая пешка · b2 белый слон · e2 белый ферзь · g2 белая пешка · e1 белая ладья · f1 белая ладья · g1 белый король | c8 чёрный король · g8 чёрная ладья · h8 чёрная ладья · a7 чёрная пешка · c7 чёрный слон · d7 чёрный ферзь · c6 чёрная пешка · c5 белая пешка · d5 чёрная пешка · f5 чёрная пешка · g5 чёрная пешка · h5 чёрный конь · d4 белая пешка · h4 чёрная пешка · c3 белый конь · f3 белая пешка · h3 белая пешка · a2 белая пешка · b2 белый слон · e2 белый ферзь · g2 белая пешка · e1 белая ладья · f1 белая ладья · g1 белый король | c8 чёрный король · g8 чёрная ладья · h8 чёрная ладья · a7 чёрная пешка · c7 чёрный слон · d7 чёрный ферзь · c6 чёрная пешка · c5 белая пешка · d5 чёрная пешка · f5 чёрная пешка · g5 чёрная пешка · h5 чёрный конь · d4 белая пешка · h4 чёрная пешка · c3 белый конь · f3 белая пешка · h3 белая пешка · a2 белая пешка · b2 белый слон · e2 белый ферзь · g2 белая пешка · e1 белая ладья · f1 белая ладья · g1 белый король | c8 чёрный король · g8 чёрная ладья · h8 чёрная ладья · a7 чёрная пешка · c7 чёрный слон · d7 чёрный ферзь · c6 чёрная пешка · c5 белая пешка · d5 чёрная пешка · f5 чёрная пешка · g5 чёрная пешка · h5 чёрный конь · d4 белая пешка · h4 чёрная пешка · c3 белый конь · f3 белая пешка · h3 белая пешка · a2 белая пешка · b2 белый слон · e2 белый ферзь · g2 белая пешка · e1 белая ладья · f1 белая ладья · g1 белый король | c8 чёрный король · g8 чёрная ладья · h8 чёрная ладья · a7 чёрная пешка · c7 чёрный слон · d7 чёрный ферзь · c6 чёрная пешка · c5 белая пешка · d5 чёрная пешка · f5 чёрная пешка · g5 чёрная пешка · h5 чёрный конь · d4 белая пешка · h4 чёрная пешка · c3 белый конь · f3 белая пешка · h3 белая пешка · a2 белая пешка · b2 белый слон · e2 белый ферзь · g2 белая пешка · e1 белая ладья · f1 белая ладья · g1 белый король | c8 чёрный король · g8 чёрная ладья · h8 чёрная ладья · a7 чёрная пешка · c7 чёрный слон · d7 чёрный ферзь · c6 чёрная пешка · c5 белая пешка · d5 чёрная пешка · f5 чёрная пешка · g5 чёрная пешка · h5 чёрный конь · d4 белая пешка · h4 чёрная пешка · c3 белый конь · f3 белая пешка · h3 белая пешка · a2 белая пешка · b2 белый слон · e2 белый ферзь · g2 белая пешка · e1 белая ладья · f1 белая ладья · g1 белый король | c8 чёрный король · g8 чёрная ладья · h8 чёрная ладья · a7 чёрная пешка · c7 чёрный слон · d7 чёрный ферзь · c6 чёрная пешка · c5 белая пешка · d5 чёрная пешка · f5 чёрная пешка · g5 чёрная пешка · h5 чёрный конь · d4 белая пешка · h4 чёрная пешка · c3 белый конь · f3 белая пешка · h3 белая пешка · a2 белая пешка · b2 белый слон · e2 белый ферзь · g2 белая пешка · e1 белая ладья · f1 белая ладья · g1 белый король | c8 чёрный король · g8 чёрная ладья · h8 чёрная ладья · a7 чёрная пешка · c7 чёрный слон · d7 чёрный ферзь · c6 чёрная пешка · c5 белая пешка · d5 чёрная пешка · f5 чёрная пешка · g5 чёрная пешка · h5 чёрный конь · d4 белая пешка · h4 чёрная пешка · c3 белый конь · f3 белая пешка · h3 белая пешка · a2 белая пешка · b2 белый слон · e2 белый ферзь · g2 белая пешка · e1 белая ладья · f1 белая ладья · g1 белый король | 8 |
| 7 | c8 чёрный король · g8 чёрная ладья · h8 чёрная ладья · a7 чёрная пешка · c7 чёрный слон · d7 чёрный ферзь · c6 чёрная пешка · c5 белая пешка · d5 чёрная пешка · f5 чёрная пешка · g5 чёрная пешка · h5 чёрный конь · d4 белая пешка · h4 чёрная пешка · c3 белый конь · f3 белая пешка · h3 белая пешка · a2 белая пешка · b2 белый слон · e2 белый ферзь · g2 белая пешка · e1 белая ладья · f1 белая ладья · g1 белый король | c8 чёрный король · g8 чёрная ладья · h8 чёрная ладья · a7 чёрная пешка · c7 чёрный слон · d7 чёрный ферзь · c6 чёрная пешка · c5 белая пешка · d5 чёрная пешка · f5 чёрная пешка · g5 чёрная пешка · h5 чёрный конь · d4 белая пешка · h4 чёрная пешка · c3 белый конь · f3 белая пешка · h3 белая пешка · a2 белая пешка · b2 белый слон · e2 белый ферзь · g2 белая пешка · e1 белая ладья · f1 белая ладья · g1 белый король | c8 чёрный король · g8 чёрная ладья · h8 чёрная ладья · a7 чёрная пешка · c7 чёрный слон · d7 чёрный ферзь · c6 чёрная пешка · c5 белая пешка · d5 чёрная пешка · f5 чёрная пешка · g5 чёрная пешка · h5 чёрный конь · d4 белая пешка · h4 чёрная пешка · c3 белый конь · f3 белая пешка · h3 белая пешка · a2 белая пешка · b2 белый слон · e2 белый ферзь · g2 белая пешка · e1 белая ладья · f1 белая ладья · g1 белый король | c8 чёрный король · g8 чёрная ладья · h8 чёрная ладья · a7 чёрная пешка · c7 чёрный слон · d7 чёрный ферзь · c6 чёрная пешка · c5 белая пешка · d5 чёрная пешка · f5 чёрная пешка · g5 чёрная пешка · h5 чёрный конь · d4 белая пешка · h4 чёрная пешка · c3 белый конь · f3 белая пешка · h3 белая пешка · a2 белая пешка · b2 белый слон · e2 белый ферзь · g2 белая пешка · e1 белая ладья · f1 белая ладья · g1 белый король | c8 чёрный король · g8 чёрная ладья · h8 чёрная ладья · a7 чёрная пешка · c7 чёрный слон · d7 чёрный ферзь · c6 чёрная пешка · c5 белая пешка · d5 чёрная пешка · f5 чёрная пешка · g5 чёрная пешка · h5 чёрный конь · d4 белая пешка · h4 чёрная пешка · c3 белый конь · f3 белая пешка · h3 белая пешка · a2 белая пешка · b2 белый слон · e2 белый ферзь · g2 белая пешка · e1 белая ладья · f1 белая ладья · g1 белый король | c8 чёрный король · g8 чёрная ладья · h8 чёрная ладья · a7 чёрная пешка · c7 чёрный слон · d7 чёрный ферзь · c6 чёрная пешка · c5 белая пешка · d5 чёрная пешка · f5 чёрная пешка · g5 чёрная пешка · h5 чёрный конь · d4 белая пешка · h4 чёрная пешка · c3 белый конь · f3 белая пешка · h3 белая пешка · a2 белая пешка · b2 белый слон · e2 белый ферзь · g2 белая пешка · e1 белая ладья · f1 белая ладья · g1 белый король | c8 чёрный король · g8 чёрная ладья · h8 чёрная ладья · a7 чёрная пешка · c7 чёрный слон · d7 чёрный ферзь · c6 чёрная пешка · c5 белая пешка · d5 чёрная пешка · f5 чёрная пешка · g5 чёрная пешка · h5 чёрный конь · d4 белая пешка · h4 чёрная пешка · c3 белый конь · f3 белая пешка · h3 белая пешка · a2 белая пешка · b2 белый слон · e2 белый ферзь · g2 белая пешка · e1 белая ладья · f1 белая ладья · g1 белый король | c8 чёрный король · g8 чёрная ладья · h8 чёрная ладья · a7 чёрная пешка · c7 чёрный слон · d7 чёрный ферзь · c6 чёрная пешка · c5 белая пешка · d5 чёрная пешка · f5 чёрная пешка · g5 чёрная пешка · h5 чёрный конь · d4 белая пешка · h4 чёрная пешка · c3 белый конь · f3 белая пешка · h3 белая пешка · a2 белая пешка · b2 белый слон · e2 белый ферзь · g2 белая пешка · e1 белая ладья · f1 белая ладья · g1 белый король | 7 |
| 6 | c8 чёрный король · g8 чёрная ладья · h8 чёрная ладья · a7 чёрная пешка · c7 чёрный слон · d7 чёрный ферзь · c6 чёрная пешка · c5 белая пешка · d5 чёрная пешка · f5 чёрная пешка · g5 чёрная пешка · h5 чёрный конь · d4 белая пешка · h4 чёрная пешка · c3 белый конь · f3 белая пешка · h3 белая пешка · a2 белая пешка · b2 белый слон · e2 белый ферзь · g2 белая пешка · e1 белая ладья · f1 белая ладья · g1 белый король | c8 чёрный король · g8 чёрная ладья · h8 чёрная ладья · a7 чёрная пешка · c7 чёрный слон · d7 чёрный ферзь · c6 чёрная пешка · c5 белая пешка · d5 чёрная пешка · f5 чёрная пешка · g5 чёрная пешка · h5 чёрный конь · d4 белая пешка · h4 чёрная пешка · c3 белый конь · f3 белая пешка · h3 белая пешка · a2 белая пешка · b2 белый слон · e2 белый ферзь · g2 белая пешка · e1 белая ладья · f1 белая ладья · g1 белый король | c8 чёрный король · g8 чёрная ладья · h8 чёрная ладья · a7 чёрная пешка · c7 чёрный слон · d7 чёрный ферзь · c6 чёрная пешка · c5 белая пешка · d5 чёрная пешка · f5 чёрная пешка · g5 чёрная пешка · h5 чёрный конь · d4 белая пешка · h4 чёрная пешка · c3 белый конь · f3 белая пешка · h3 белая пешка · a2 белая пешка · b2 белый слон · e2 белый ферзь · g2 белая пешка · e1 белая ладья · f1 белая ладья · g1 белый король | c8 чёрный король · g8 чёрная ладья · h8 чёрная ладья · a7 чёрная пешка · c7 чёрный слон · d7 чёрный ферзь · c6 чёрная пешка · c5 белая пешка · d5 чёрная пешка · f5 чёрная пешка · g5 чёрная пешка · h5 чёрный конь · d4 белая пешка · h4 чёрная пешка · c3 белый конь · f3 белая пешка · h3 белая пешка · a2 белая пешка · b2 белый слон · e2 белый ферзь · g2 белая пешка · e1 белая ладья · f1 белая ладья · g1 белый король | c8 чёрный король · g8 чёрная ладья · h8 чёрная ладья · a7 чёрная пешка · c7 чёрный слон · d7 чёрный ферзь · c6 чёрная пешка · c5 белая пешка · d5 чёрная пешка · f5 чёрная пешка · g5 чёрная пешка · h5 чёрный конь · d4 белая пешка · h4 чёрная пешка · c3 белый конь · f3 белая пешка · h3 белая пешка · a2 белая пешка · b2 белый слон · e2 белый ферзь · g2 белая пешка · e1 белая ладья · f1 белая ладья · g1 белый король | c8 чёрный король · g8 чёрная ладья · h8 чёрная ладья · a7 чёрная пешка · c7 чёрный слон · d7 чёрный ферзь · c6 чёрная пешка · c5 белая пешка · d5 чёрная пешка · f5 чёрная пешка · g5 чёрная пешка · h5 чёрный конь · d4 белая пешка · h4 чёрная пешка · c3 белый конь · f3 белая пешка · h3 белая пешка · a2 белая пешка · b2 белый слон · e2 белый ферзь · g2 белая пешка · e1 белая ладья · f1 белая ладья · g1 белый король | c8 чёрный король · g8 чёрная ладья · h8 чёрная ладья · a7 чёрная пешка · c7 чёрный слон · d7 чёрный ферзь · c6 чёрная пешка · c5 белая пешка · d5 чёрная пешка · f5 чёрная пешка · g5 чёрная пешка · h5 чёрный конь · d4 белая пешка · h4 чёрная пешка · c3 белый конь · f3 белая пешка · h3 белая пешка · a2 белая пешка · b2 белый слон · e2 белый ферзь · g2 белая пешка · e1 белая ладья · f1 белая ладья · g1 белый король | c8 чёрный король · g8 чёрная ладья · h8 чёрная ладья · a7 чёрная пешка · c7 чёрный слон · d7 чёрный ферзь · c6 чёрная пешка · c5 белая пешка · d5 чёрная пешка · f5 чёрная пешка · g5 чёрная пешка · h5 чёрный конь · d4 белая пешка · h4 чёрная пешка · c3 белый конь · f3 белая пешка · h3 белая пешка · a2 белая пешка · b2 белый слон · e2 белый ферзь · g2 белая пешка · e1 белая ладья · f1 белая ладья · g1 белый король | 6 |
| 5 | c8 чёрный король · g8 чёрная ладья · h8 чёрная ладья · a7 чёрная пешка · c7 чёрный слон · d7 чёрный ферзь · c6 чёрная пешка · c5 белая пешка · d5 чёрная пешка · f5 чёрная пешка · g5 чёрная пешка · h5 чёрный конь · d4 белая пешка · h4 чёрная пешка · c3 белый конь · f3 белая пешка · h3 белая пешка · a2 белая пешка · b2 белый слон · e2 белый ферзь · g2 белая пешка · e1 белая ладья · f1 белая ладья · g1 белый король | c8 чёрный король · g8 чёрная ладья · h8 чёрная ладья · a7 чёрная пешка · c7 чёрный слон · d7 чёрный ферзь · c6 чёрная пешка · c5 белая пешка · d5 чёрная пешка · f5 чёрная пешка · g5 чёрная пешка · h5 чёрный конь · d4 белая пешка · h4 чёрная пешка · c3 белый конь · f3 белая пешка · h3 белая пешка · a2 белая пешка · b2 белый слон · e2 белый ферзь · g2 белая пешка · e1 белая ладья · f1 белая ладья · g1 белый король | c8 чёрный король · g8 чёрная ладья · h8 чёрная ладья · a7 чёрная пешка · c7 чёрный слон · d7 чёрный ферзь · c6 чёрная пешка · c5 белая пешка · d5 чёрная пешка · f5 чёрная пешка · g5 чёрная пешка · h5 чёрный конь · d4 белая пешка · h4 чёрная пешка · c3 белый конь · f3 белая пешка · h3 белая пешка · a2 белая пешка · b2 белый слон · e2 белый ферзь · g2 белая пешка · e1 белая ладья · f1 белая ладья · g1 белый король | c8 чёрный король · g8 чёрная ладья · h8 чёрная ладья · a7 чёрная пешка · c7 чёрный слон · d7 чёрный ферзь · c6 чёрная пешка · c5 белая пешка · d5 чёрная пешка · f5 чёрная пешка · g5 чёрная пешка · h5 чёрный конь · d4 белая пешка · h4 чёрная пешка · c3 белый конь · f3 белая пешка · h3 белая пешка · a2 белая пешка · b2 белый слон · e2 белый ферзь · g2 белая пешка · e1 белая ладья · f1 белая ладья · g1 белый король | c8 чёрный король · g8 чёрная ладья · h8 чёрная ладья · a7 чёрная пешка · c7 чёрный слон · d7 чёрный ферзь · c6 чёрная пешка · c5 белая пешка · d5 чёрная пешка · f5 чёрная пешка · g5 чёрная пешка · h5 чёрный конь · d4 белая пешка · h4 чёрная пешка · c3 белый конь · f3 белая пешка · h3 белая пешка · a2 белая пешка · b2 белый слон · e2 белый ферзь · g2 белая пешка · e1 белая ладья · f1 белая ладья · g1 белый король | c8 чёрный король · g8 чёрная ладья · h8 чёрная ладья · a7 чёрная пешка · c7 чёрный слон · d7 чёрный ферзь · c6 чёрная пешка · c5 белая пешка · d5 чёрная пешка · f5 чёрная пешка · g5 чёрная пешка · h5 чёрный конь · d4 белая пешка · h4 чёрная пешка · c3 белый конь · f3 белая пешка · h3 белая пешка · a2 белая пешка · b2 белый слон · e2 белый ферзь · g2 белая пешка · e1 белая ладья · f1 белая ладья · g1 белый король | c8 чёрный король · g8 чёрная ладья · h8 чёрная ладья · a7 чёрная пешка · c7 чёрный слон · d7 чёрный ферзь · c6 чёрная пешка · c5 белая пешка · d5 чёрная пешка · f5 чёрная пешка · g5 чёрная пешка · h5 чёрный конь · d4 белая пешка · h4 чёрная пешка · c3 белый конь · f3 белая пешка · h3 белая пешка · a2 белая пешка · b2 белый слон · e2 белый ферзь · g2 белая пешка · e1 белая ладья · f1 белая ладья · g1 белый король | c8 чёрный король · g8 чёрная ладья · h8 чёрная ладья · a7 чёрная пешка · c7 чёрный слон · d7 чёрный ферзь · c6 чёрная пешка · c5 белая пешка · d5 чёрная пешка · f5 чёрная пешка · g5 чёрная пешка · h5 чёрный конь · d4 белая пешка · h4 чёрная пешка · c3 белый конь · f3 белая пешка · h3 белая пешка · a2 белая пешка · b2 белый слон · e2 белый ферзь · g2 белая пешка · e1 белая ладья · f1 белая ладья · g1 белый король | 5 |
| 4 | c8 чёрный король · g8 чёрная ладья · h8 чёрная ладья · a7 чёрная пешка · c7 чёрный слон · d7 чёрный ферзь · c6 чёрная пешка · c5 белая пешка · d5 чёрная пешка · f5 чёрная пешка · g5 чёрная пешка · h5 чёрный конь · d4 белая пешка · h4 чёрная пешка · c3 белый конь · f3 белая пешка · h3 белая пешка · a2 белая пешка · b2 белый слон · e2 белый ферзь · g2 белая пешка · e1 белая ладья · f1 белая ладья · g1 белый король | c8 чёрный король · g8 чёрная ладья · h8 чёрная ладья · a7 чёрная пешка · c7 чёрный слон · d7 чёрный ферзь · c6 чёрная пешка · c5 белая пешка · d5 чёрная пешка · f5 чёрная пешка · g5 чёрная пешка · h5 чёрный конь · d4 белая пешка · h4 чёрная пешка · c3 белый конь · f3 белая пешка · h3 белая пешка · a2 белая пешка · b2 белый слон · e2 белый ферзь · g2 белая пешка · e1 белая ладья · f1 белая ладья · g1 белый король | c8 чёрный король · g8 чёрная ладья · h8 чёрная ладья · a7 чёрная пешка · c7 чёрный слон · d7 чёрный ферзь · c6 чёрная пешка · c5 белая пешка · d5 чёрная пешка · f5 чёрная пешка · g5 чёрная пешка · h5 чёрный конь · d4 белая пешка · h4 чёрная пешка · c3 белый конь · f3 белая пешка · h3 белая пешка · a2 белая пешка · b2 белый слон · e2 белый ферзь · g2 белая пешка · e1 белая ладья · f1 белая ладья · g1 белый король | c8 чёрный король · g8 чёрная ладья · h8 чёрная ладья · a7 чёрная пешка · c7 чёрный слон · d7 чёрный ферзь · c6 чёрная пешка · c5 белая пешка · d5 чёрная пешка · f5 чёрная пешка · g5 чёрная пешка · h5 чёрный конь · d4 белая пешка · h4 чёрная пешка · c3 белый конь · f3 белая пешка · h3 белая пешка · a2 белая пешка · b2 белый слон · e2 белый ферзь · g2 белая пешка · e1 белая ладья · f1 белая ладья · g1 белый король | c8 чёрный король · g8 чёрная ладья · h8 чёрная ладья · a7 чёрная пешка · c7 чёрный слон · d7 чёрный ферзь · c6 чёрная пешка · c5 белая пешка · d5 чёрная пешка · f5 чёрная пешка · g5 чёрная пешка · h5 чёрный конь · d4 белая пешка · h4 чёрная пешка · c3 белый конь · f3 белая пешка · h3 белая пешка · a2 белая пешка · b2 белый слон · e2 белый ферзь · g2 белая пешка · e1 белая ладья · f1 белая ладья · g1 белый король | c8 чёрный король · g8 чёрная ладья · h8 чёрная ладья · a7 чёрная пешка · c7 чёрный слон · d7 чёрный ферзь · c6 чёрная пешка · c5 белая пешка · d5 чёрная пешка · f5 чёрная пешка · g5 чёрная пешка · h5 чёрный конь · d4 белая пешка · h4 чёрная пешка · c3 белый конь · f3 белая пешка · h3 белая пешка · a2 белая пешка · b2 белый слон · e2 белый ферзь · g2 белая пешка · e1 белая ладья · f1 белая ладья · g1 белый король | c8 чёрный король · g8 чёрная ладья · h8 чёрная ладья · a7 чёрная пешка · c7 чёрный слон · d7 чёрный ферзь · c6 чёрная пешка · c5 белая пешка · d5 чёрная пешка · f5 чёрная пешка · g5 чёрная пешка · h5 чёрный конь · d4 белая пешка · h4 чёрная пешка · c3 белый конь · f3 белая пешка · h3 белая пешка · a2 белая пешка · b2 белый слон · e2 белый ферзь · g2 белая пешка · e1 белая ладья · f1 белая ладья · g1 белый король | c8 чёрный король · g8 чёрная ладья · h8 чёрная ладья · a7 чёрная пешка · c7 чёрный слон · d7 чёрный ферзь · c6 чёрная пешка · c5 белая пешка · d5 чёрная пешка · f5 чёрная пешка · g5 чёрная пешка · h5 чёрный конь · d4 белая пешка · h4 чёрная пешка · c3 белый конь · f3 белая пешка · h3 белая пешка · a2 белая пешка · b2 белый слон · e2 белый ферзь · g2 белая пешка · e1 белая ладья · f1 белая ладья · g1 белый король | 4 |
| 3 | c8 чёрный король · g8 чёрная ладья · h8 чёрная ладья · a7 чёрная пешка · c7 чёрный слон · d7 чёрный ферзь · c6 чёрная пешка · c5 белая пешка · d5 чёрная пешка · f5 чёрная пешка · g5 чёрная пешка · h5 чёрный конь · d4 белая пешка · h4 чёрная пешка · c3 белый конь · f3 белая пешка · h3 белая пешка · a2 белая пешка · b2 белый слон · e2 белый ферзь · g2 белая пешка · e1 белая ладья · f1 белая ладья · g1 белый король | c8 чёрный король · g8 чёрная ладья · h8 чёрная ладья · a7 чёрная пешка · c7 чёрный слон · d7 чёрный ферзь · c6 чёрная пешка · c5 белая пешка · d5 чёрная пешка · f5 чёрная пешка · g5 чёрная пешка · h5 чёрный конь · d4 белая пешка · h4 чёрная пешка · c3 белый конь · f3 белая пешка · h3 белая пешка · a2 белая пешка · b2 белый слон · e2 белый ферзь · g2 белая пешка · e1 белая ладья · f1 белая ладья · g1 белый король | c8 чёрный король · g8 чёрная ладья · h8 чёрная ладья · a7 чёрная пешка · c7 чёрный слон · d7 чёрный ферзь · c6 чёрная пешка · c5 белая пешка · d5 чёрная пешка · f5 чёрная пешка · g5 чёрная пешка · h5 чёрный конь · d4 белая пешка · h4 чёрная пешка · c3 белый конь · f3 белая пешка · h3 белая пешка · a2 белая пешка · b2 белый слон · e2 белый ферзь · g2 белая пешка · e1 белая ладья · f1 белая ладья · g1 белый король | c8 чёрный король · g8 чёрная ладья · h8 чёрная ладья · a7 чёрная пешка · c7 чёрный слон · d7 чёрный ферзь · c6 чёрная пешка · c5 белая пешка · d5 чёрная пешка · f5 чёрная пешка · g5 чёрная пешка · h5 чёрный конь · d4 белая пешка · h4 чёрная пешка · c3 белый конь · f3 белая пешка · h3 белая пешка · a2 белая пешка · b2 белый слон · e2 белый ферзь · g2 белая пешка · e1 белая ладья · f1 белая ладья · g1 белый король | c8 чёрный король · g8 чёрная ладья · h8 чёрная ладья · a7 чёрная пешка · c7 чёрный слон · d7 чёрный ферзь · c6 чёрная пешка · c5 белая пешка · d5 чёрная пешка · f5 чёрная пешка · g5 чёрная пешка · h5 чёрный конь · d4 белая пешка · h4 чёрная пешка · c3 белый конь · f3 белая пешка · h3 белая пешка · a2 белая пешка · b2 белый слон · e2 белый ферзь · g2 белая пешка · e1 белая ладья · f1 белая ладья · g1 белый король | c8 чёрный король · g8 чёрная ладья · h8 чёрная ладья · a7 чёрная пешка · c7 чёрный слон · d7 чёрный ферзь · c6 чёрная пешка · c5 белая пешка · d5 чёрная пешка · f5 чёрная пешка · g5 чёрная пешка · h5 чёрный конь · d4 белая пешка · h4 чёрная пешка · c3 белый конь · f3 белая пешка · h3 белая пешка · a2 белая пешка · b2 белый слон · e2 белый ферзь · g2 белая пешка · e1 белая ладья · f1 белая ладья · g1 белый король | c8 чёрный король · g8 чёрная ладья · h8 чёрная ладья · a7 чёрная пешка · c7 чёрный слон · d7 чёрный ферзь · c6 чёрная пешка · c5 белая пешка · d5 чёрная пешка · f5 чёрная пешка · g5 чёрная пешка · h5 чёрный конь · d4 белая пешка · h4 чёрная пешка · c3 белый конь · f3 белая пешка · h3 белая пешка · a2 белая пешка · b2 белый слон · e2 белый ферзь · g2 белая пешка · e1 белая ладья · f1 белая ладья · g1 белый король | c8 чёрный король · g8 чёрная ладья · h8 чёрная ладья · a7 чёрная пешка · c7 чёрный слон · d7 чёрный ферзь · c6 чёрная пешка · c5 белая пешка · d5 чёрная пешка · f5 чёрная пешка · g5 чёрная пешка · h5 чёрный конь · d4 белая пешка · h4 чёрная пешка · c3 белый конь · f3 белая пешка · h3 белая пешка · a2 белая пешка · b2 белый слон · e2 белый ферзь · g2 белая пешка · e1 белая ладья · f1 белая ладья · g1 белый король | 3 |
| 2 | c8 чёрный король · g8 чёрная ладья · h8 чёрная ладья · a7 чёрная пешка · c7 чёрный слон · d7 чёрный ферзь · c6 чёрная пешка · c5 белая пешка · d5 чёрная пешка · f5 чёрная пешка · g5 чёрная пешка · h5 чёрный конь · d4 белая пешка · h4 чёрная пешка · c3 белый конь · f3 белая пешка · h3 белая пешка · a2 белая пешка · b2 белый слон · e2 белый ферзь · g2 белая пешка · e1 белая ладья · f1 белая ладья · g1 белый король | c8 чёрный король · g8 чёрная ладья · h8 чёрная ладья · a7 чёрная пешка · c7 чёрный слон · d7 чёрный ферзь · c6 чёрная пешка · c5 белая пешка · d5 чёрная пешка · f5 чёрная пешка · g5 чёрная пешка · h5 чёрный конь · d4 белая пешка · h4 чёрная пешка · c3 белый конь · f3 белая пешка · h3 белая пешка · a2 белая пешка · b2 белый слон · e2 белый ферзь · g2 белая пешка · e1 белая ладья · f1 белая ладья · g1 белый король | c8 чёрный король · g8 чёрная ладья · h8 чёрная ладья · a7 чёрная пешка · c7 чёрный слон · d7 чёрный ферзь · c6 чёрная пешка · c5 белая пешка · d5 чёрная пешка · f5 чёрная пешка · g5 чёрная пешка · h5 чёрный конь · d4 белая пешка · h4 чёрная пешка · c3 белый конь · f3 белая пешка · h3 белая пешка · a2 белая пешка · b2 белый слон · e2 белый ферзь · g2 белая пешка · e1 белая ладья · f1 белая ладья · g1 белый король | c8 чёрный король · g8 чёрная ладья · h8 чёрная ладья · a7 чёрная пешка · c7 чёрный слон · d7 чёрный ферзь · c6 чёрная пешка · c5 белая пешка · d5 чёрная пешка · f5 чёрная пешка · g5 чёрная пешка · h5 чёрный конь · d4 белая пешка · h4 чёрная пешка · c3 белый конь · f3 белая пешка · h3 белая пешка · a2 белая пешка · b2 белый слон · e2 белый ферзь · g2 белая пешка · e1 белая ладья · f1 белая ладья · g1 белый король | c8 чёрный король · g8 чёрная ладья · h8 чёрная ладья · a7 чёрная пешка · c7 чёрный слон · d7 чёрный ферзь · c6 чёрная пешка · c5 белая пешка · d5 чёрная пешка · f5 чёрная пешка · g5 чёрная пешка · h5 чёрный конь · d4 белая пешка · h4 чёрная пешка · c3 белый конь · f3 белая пешка · h3 белая пешка · a2 белая пешка · b2 белый слон · e2 белый ферзь · g2 белая пешка · e1 белая ладья · f1 белая ладья · g1 белый король | c8 чёрный король · g8 чёрная ладья · h8 чёрная ладья · a7 чёрная пешка · c7 чёрный слон · d7 чёрный ферзь · c6 чёрная пешка · c5 белая пешка · d5 чёрная пешка · f5 чёрная пешка · g5 чёрная пешка · h5 чёрный конь · d4 белая пешка · h4 чёрная пешка · c3 белый конь · f3 белая пешка · h3 белая пешка · a2 белая пешка · b2 белый слон · e2 белый ферзь · g2 белая пешка · e1 белая ладья · f1 белая ладья · g1 белый король | c8 чёрный король · g8 чёрная ладья · h8 чёрная ладья · a7 чёрная пешка · c7 чёрный слон · d7 чёрный ферзь · c6 чёрная пешка · c5 белая пешка · d5 чёрная пешка · f5 чёрная пешка · g5 чёрная пешка · h5 чёрный конь · d4 белая пешка · h4 чёрная пешка · c3 белый конь · f3 белая пешка · h3 белая пешка · a2 белая пешка · b2 белый слон · e2 белый ферзь · g2 белая пешка · e1 белая ладья · f1 белая ладья · g1 белый король | c8 чёрный король · g8 чёрная ладья · h8 чёрная ладья · a7 чёрная пешка · c7 чёрный слон · d7 чёрный ферзь · c6 чёрная пешка · c5 белая пешка · d5 чёрная пешка · f5 чёрная пешка · g5 чёрная пешка · h5 чёрный конь · d4 белая пешка · h4 чёрная пешка · c3 белый конь · f3 белая пешка · h3 белая пешка · a2 белая пешка · b2 белый слон · e2 белый ферзь · g2 белая пешка · e1 белая ладья · f1 белая ладья · g1 белый король | 2 |
| 1 | c8 чёрный король · g8 чёрная ладья · h8 чёрная ладья · a7 чёрная пешка · c7 чёрный слон · d7 чёрный ферзь · c6 чёрная пешка · c5 белая пешка · d5 чёрная пешка · f5 чёрная пешка · g5 чёрная пешка · h5 чёрный конь · d4 белая пешка · h4 чёрная пешка · c3 белый конь · f3 белая пешка · h3 белая пешка · a2 белая пешка · b2 белый слон · e2 белый ферзь · g2 белая пешка · e1 белая ладья · f1 белая ладья · g1 белый король | c8 чёрный король · g8 чёрная ладья · h8 чёрная ладья · a7 чёрная пешка · c7 чёрный слон · d7 чёрный ферзь · c6 чёрная пешка · c5 белая пешка · d5 чёрная пешка · f5 чёрная пешка · g5 чёрная пешка · h5 чёрный конь · d4 белая пешка · h4 чёрная пешка · c3 белый конь · f3 белая пешка · h3 белая пешка · a2 белая пешка · b2 белый слон · e2 белый ферзь · g2 белая пешка · e1 белая ладья · f1 белая ладья · g1 белый король | c8 чёрный король · g8 чёрная ладья · h8 чёрная ладья · a7 чёрная пешка · c7 чёрный слон · d7 чёрный ферзь · c6 чёрная пешка · c5 белая пешка · d5 чёрная пешка · f5 чёрная пешка · g5 чёрная пешка · h5 чёрный конь · d4 белая пешка · h4 чёрная пешка · c3 белый конь · f3 белая пешка · h3 белая пешка · a2 белая пешка · b2 белый слон · e2 белый ферзь · g2 белая пешка · e1 белая ладья · f1 белая ладья · g1 белый король | c8 чёрный король · g8 чёрная ладья · h8 чёрная ладья · a7 чёрная пешка · c7 чёрный слон · d7 чёрный ферзь · c6 чёрная пешка · c5 белая пешка · d5 чёрная пешка · f5 чёрная пешка · g5 чёрная пешка · h5 чёрный конь · d4 белая пешка · h4 чёрная пешка · c3 белый конь · f3 белая пешка · h3 белая пешка · a2 белая пешка · b2 белый слон · e2 белый ферзь · g2 белая пешка · e1 белая ладья · f1 белая ладья · g1 белый король | c8 чёрный король · g8 чёрная ладья · h8 чёрная ладья · a7 чёрная пешка · c7 чёрный слон · d7 чёрный ферзь · c6 чёрная пешка · c5 белая пешка · d5 чёрная пешка · f5 чёрная пешка · g5 чёрная пешка · h5 чёрный конь · d4 белая пешка · h4 чёрная пешка · c3 белый конь · f3 белая пешка · h3 белая пешка · a2 белая пешка · b2 белый слон · e2 белый ферзь · g2 белая пешка · e1 белая ладья · f1 белая ладья · g1 белый король | c8 чёрный король · g8 чёрная ладья · h8 чёрная ладья · a7 чёрная пешка · c7 чёрный слон · d7 чёрный ферзь · c6 чёрная пешка · c5 белая пешка · d5 чёрная пешка · f5 чёрная пешка · g5 чёрная пешка · h5 чёрный конь · d4 белая пешка · h4 чёрная пешка · c3 белый конь · f3 белая пешка · h3 белая пешка · a2 белая пешка · b2 белый слон · e2 белый ферзь · g2 белая пешка · e1 белая ладья · f1 белая ладья · g1 белый король | c8 чёрный король · g8 чёрная ладья · h8 чёрная ладья · a7 чёрная пешка · c7 чёрный слон · d7 чёрный ферзь · c6 чёрная пешка · c5 белая пешка · d5 чёрная пешка · f5 чёрная пешка · g5 чёрная пешка · h5 чёрный конь · d4 белая пешка · h4 чёрная пешка · c3 белый конь · f3 белая пешка · h3 белая пешка · a2 белая пешка · b2 белый слон · e2 белый ферзь · g2 белая пешка · e1 белая ладья · f1 белая ладья · g1 белый король | c8 чёрный король · g8 чёрная ладья · h8 чёрная ладья · a7 чёрная пешка · c7 чёрный слон · d7 чёрный ферзь · c6 чёрная пешка · c5 белая пешка · d5 чёрная пешка · f5 чёрная пешка · g5 чёрная пешка · h5 чёрный конь · d4 белая пешка · h4 чёрная пешка · c3 белый конь · f3 белая пешка · h3 белая пешка · a2 белая пешка · b2 белый слон · e2 белый ферзь · g2 белая пешка · e1 белая ладья · f1 белая ладья · g1 белый король | 1 |
|   | a | b | c | d | e | f | g | h |   |

1.e3 d5 2.Kf3 Kf6 3.b3 Cg4 4.Cb2 Kbd7 5.h3 Ch5 6.Ce2 e6 7.Ke5 C:e2 8.Ф:е2 Cd6 9.K:d7 Ф:d7 10.c4 c6 11.0—0 0—0—0 12.Kc3 Cc7 13.d4 h5 14.c5 g5 15.b4 h4 16.b5 Лdg8 17.bc bc 18.f3 Kh5 19.e4 f5 20.ed ed 21.Лае1
(см. диаграмму)
21...g4 22.hg fg 23.fg Л:g4 24.K:d5 h3 25.Ke7+ Kpb7 26.Лf3 Л:g2+ 27.Ф:g2 hg 28.d5 Фg4 29.Лb3+ Kpa8 30.C:h8 Фh4 31.d6 Ф:е1+ 32.Kp:g2 Cd8 33.Cd4 C:e7 34.de Ф:е7 35.Cf2 Фе4+, 0 : 1

## Таблица
| № | Участник          | Страна                 | 1 | 1 | 1 | 1 | 2 | 2 | 2 | 2 | 3 | 3 | 3 | 3 | 4 | 4 | 4 | 4 | 5 | 5 | 5 | 5 | 6 | 6 | 6 | 6 |  | + | − | =  | Очки | Место |
| - | ----------------- | ---------------------- | - | - | - | - | - | - | - | - | - | - | - | - | - | - | - | - | - | - | - | - | - | - | - | - |  | - | - | -- | ---- | ----- |
| 1 | Капабланка, Хосе  | Куба                   |   |   |   |   | 1 | ½ | ½ | ½ | 1 | ½ | 1 | ½ | ½ | ½ | 1 | ½ | ½ | ½ | 1 | ½ | 1 | 1 | ½ | 1 |  | 8 | 0 | 12 | 14   | 1     |
| 2 | Алехин, Александр | Французская республика | 0 | ½ | ½ | ½ |   |   |   |   | ½ | 0 | 1 | ½ | ½ | ½ | ½ | ½ | 1 | ½ | ½ | 1 | ½ | 1 | ½ | 1 |  | 5 | 2 | 13 | 11½  | 2     |
| 3 | Нимцович, Арон    | Дания                  | 0 | ½ | 0 | ½ | ½ | 1 | 0 | ½ |   |   |   |   | 1 | 0 | 0 | ½ | 1 | 1 | ½ | ½ | 1 | ½ | ½ | 1 |  | 6 | 5 | 9  | 10½  | 3     |
| 4 | Видмар, Милан     | Королевство Югославия  | ½ | ½ | 0 | ½ | ½ | ½ | ½ | ½ | 0 | 1 | 1 | ½ |   |   |   |   | ½ | ½ | ½ | ½ | ½ | 0 | 1 | ½ |  | 3 | 3 | 14 | 10   | 4     |
| 5 | Шпильман, Рудольф | Австрия                | ½ | ½ | 0 | ½ | 0 | ½ | ½ | 0 | 0 | 0 | ½ | ½ | ½ | ½ | ½ | ½ |   |   |   |   | ½ | ½ | 1 | ½ |  | 1 | 5 | 14 | 8    | 5     |
| 6 | Маршалл, Фрэнк    | США                    | 0 | 0 | ½ | 0 | 0 | ½ | 0 | ½ | 0 | ½ | ½ | 0 | ½ | 1 | 0 | ½ | ½ | ½ | 0 | ½ |   |   |   |   |  | 1 | 9 | 10 | 6    | 6     |